# Francisco de Paula Santander
Francisco José de Paula Santander Omaña (Villa del Rosario, 2 de abril de 1792 - Bogotá, 6 de mayo de 1840) fue un militar y político colombiano, reconocido como uno de los fundadores de la República de Colombia por su célebre participación en el proceso de independencia de Colombia del Imperio español tanto como en la guerra de Independencia y como gobernante. Luchando al lado de varios patriotas junto al libertador Simón Bolívar. 
Hijo de una familia de nobles criollos, Santander nació en Villa del Rosario, a la joven edad de 13 años fue a estudiar en la capital virreinal de Santa Fe de Bogotá. Tras estallar el grito de la independencia Santander se enroló al ejército patriota, participó en la guerra que se libró contra las fuerzas centralistas en 1813. Más tarde fue uno de los principales organizadores de la campaña de resistencia contra la reconquista, que dio la emancipación definitiva a la Nueva Granada. También intervino en las concluyentes batallas del Pantano de Vargas y de Boyacá, en 1819.
Conocido como El Hombre de las leyes y el Organizador de la victoria, Santander fue vicepresidente de la República de Colombia en el período de 1819 a 1827 (Encargado del poder ejecutivo) y primer presidente de la República de la Nueva Granada (actual Colombia) entre 1832 y 1837, construyó el primer sistema de educación pública de Colombia al impulsar la creación de escuelas y universidades.

## Biografía
Francisco José de Paula Santander Omaña nació el 2 de abril de 1792 en la Villa del Rosario, en la provincia de Pamplona, en el Virreinato de la Nueva Granada. Hoy este municipio se encuentra ubicado en el actual departamento del Norte de Santander. Fue bautizado 11 días después el 13 de abril en la capilla de Santa Ana de esa misma población.
Sus padres fueron Juan Agustín Santander Colmenares (quien había sido gobernador de la provincia de San Faustino de los Ríos y cultivador de cacao en sus posesiones rurales) y Manuela Antonia de Omaña Rodríguez, ambos pertenecientes a familias criollas descendientes de funcionarios coloniales llegados al entonces Nuevo Reino de Granada.
Su infancia transcurrió en las haciendas de café, caña de azúcar y cacao que poseía su padre, quien descendía de una antigua familia de militares y funcionarios. Su educación empezó en la pequeña escuela privada de la Villa, siendo su primer maestro Bárbara Josefa Cháves. Desde el momento que aprendió a leer, se le notó su afición a la lectura lo cual lo pudo hacer gracias a la biblioteca que poseía su padre. También aprendió a escribir y leer en latín gracias a los esfuerzos de los curas de la Villa. 
En 1805, cuando Santander cumplió los 13 años de edad, su padre decidió enviarlo a la capital virreinal de Santafé de Bogotá, donde le había pedido a su cuñado el cura Nicolás Mauricio de Omaña y Rodríguez que tratara de conseguir una beca para el joven Santander para estudiar en el Colegio Mayor y Seminario de San Bartolomé. Gracias a las esfuerzos de su tío materno pudo obtener la beca bartolina en 1805. Estudio ahí por 3 años y se graduó con el grado de Bachiller en Filosofía en 1808, casi culminando sus estudios de Derecho en la Universidad Santo Tomás, en el año 1810.

## Carrera Militar

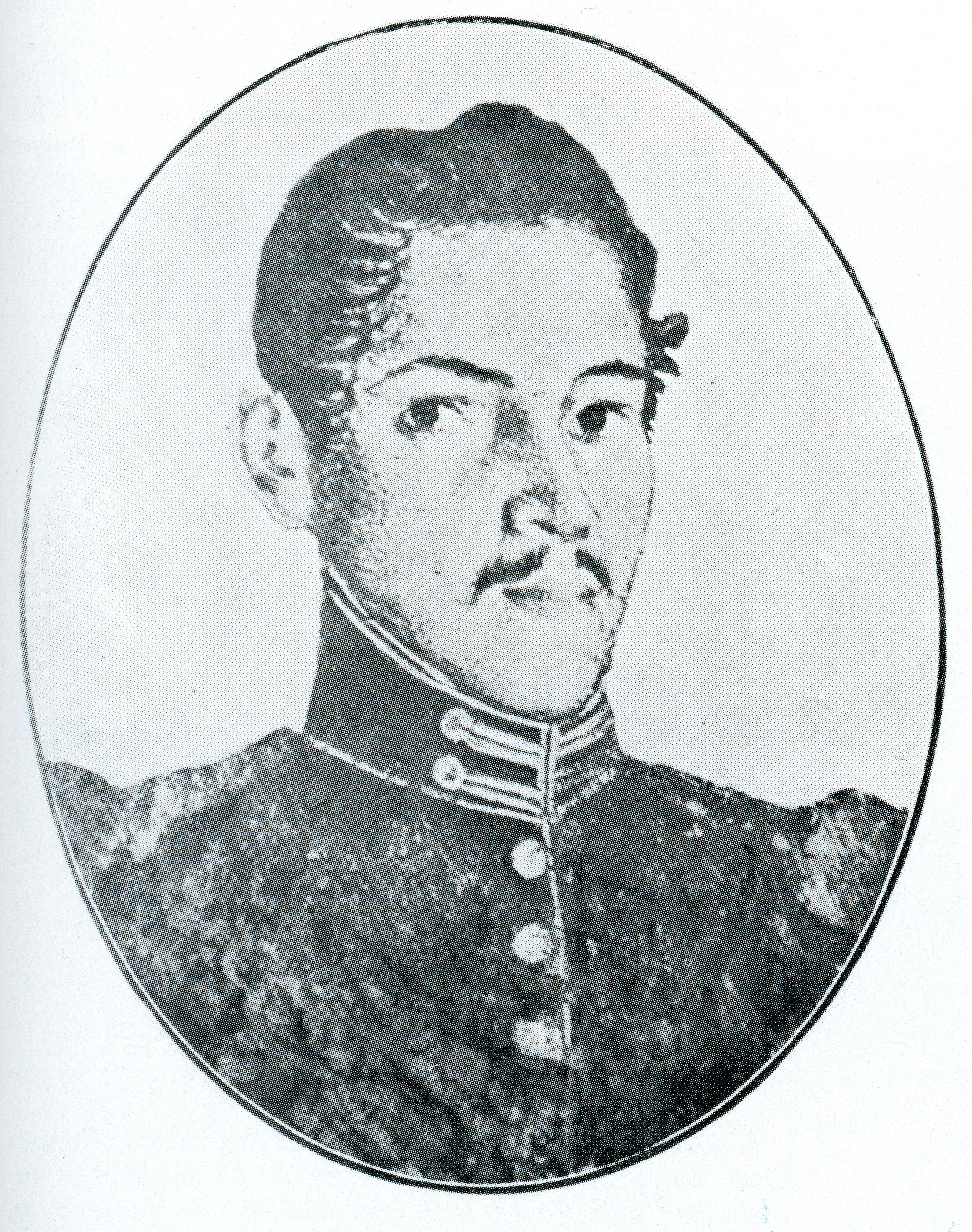
Grabado tomado de una miniatura, de uno de los primeros retratos que se conocen de Francisco de Paula Santander de 1812. Viste uniforme de teniente.

Tras presenciar los sucesos del 20 de julio de 1810, El 26 de Octubre de ese mismo año a los 18 años de edad Santander ingresó como recluta voluntario en las filas patrióticas como Subteniente Abanderado del  recién creado Batallón de Infantería Guardias Nacionales. Hizo parte de la plana mayor, adjunto al coronel y comandante del batallón, Antonio Baraya, al sargento mayor Joaquín Ricaurte Torrijos y al ayudante mayor el teniente Pedro María Moledo. En noviembre del mismo año el capitán Manuel del Castillo y Rada, quien fue nombrado como comandante militar de la provincia de Mariquita llevó al joven Santander como su secretario. Santander pasó 7 meses en la ciudad de Honda como secretario del capitán Castillo.
Tras regresar a Santafé hizo parte de la Inspección Militar, de la Comisión de Guerra en la Junta Suprema y fue nombrado secretario del brigadier Antonio Baraya quien había llegado a la ciudad tras su exitosa campaña en el sur contra los realistas.  
En 1812 hizo parte de la campaña del Norte y en la guerra de la Federación cuando Antonio Nariño mandó a un Ejército al mando del brigadier Baraya a tomar la ciudad de Tunja que en su momento era capital del gobierno federalista. Baraya junto a todo sus oficiales y soldados se sublevarían en contra de los centralistas y se integraría al Ejército de las Provincias Unidas de la Nueva Granada el Ejército de la Unión. El congreso de la Unión lo ascendió sucesivamente a teniente y luego a capitán, en menos de un mes en 1812. 
Ya un capitán, participó en la campaña para tomar a Santafé de Bogotá que lideraba el brigadier Antonio Baraya con el ejército de la unión. El 9 de enero de 1813 se libró la batalla de San Victorino , la férrea defensa de la ciudad liderada por Nariño y las malas decisiones que tomó Baraya terminó con una gran derrota para los federalistas. Santander fue herido dos veces durante la batalla, de tal gravedad que luego declararía que "Que solo un milagro de la Providencia me pudo haber salvado".  Fue hecho prisionero por las fuerzas centralistas junto con los otros oficiales y soldadas que habían sido capturados. 
La victoria centralista puso fin a la guerra civil. Posteriormente, ante la inminente amenaza realista en el sur y norte del país, los centralistas y federalistas acordaron una tregua que permitió la liberación de Santander y los demás prisioneros capturados por Nariño tras más de un mes de cautiverio.

### Defensa de los valles de Cúcuta
Tras ser liberado, Santander se dirige a Tunja donde llega el 10 de febrero de 1813. Al llegar ahí el congreso lo ascendió a Sargento Mayor, y fue designado para ser el segundo del Coronel Manuel del Castillo y Rada quien era comandante del Batallón 5.º de la Unión del Ejército del Norte.  en ese momento adelantaba operaciones en apoyo al entonces Coronel Simón Bolívar en la defensa de los valles de Cúcuta. Tras llegar a Cúcuta, Santander participó inicialmente en la Campaña Admirable en la que Bolívar inicia sus acciones en territorio venezolano. El 12 de abril de 1813 Santander participó en la Acción de la Grita al mando de la 1.ª y 3.ª compañías del Batallón 5º de la Unión con la misión de atacar el flanco izquierdo del enemigo.  Santander logró cumplir su misión, la acción terminó con una victoria para los patriotas y la toma de las poblaciones Angostura La Grita y Bailadores. Por sus acciones fue alabado por el Coronel Bolívar quien en una carta dirigida al presidente Camilo Torres desde su cuartel general en la villa de San Cristóbal a las cinco de la tarde del 16 de abril de 1813 declaró que: 
«La Oficialidad y tropa han acreditado que son dignos de ser libres, y el mayor Santander y capitán Andrade, que subieron por la montaña que domina la posesión y los desalojaron, son dignos de una distinción, como lo merecen el mayor Ricaurte, y capitán Ramírez, que cooperaron por la izquierda y centro” 
Santander permanece en la población de La Grita, que había capturado por asalto en el combate de Angostura de La Grita el 13 de abril de 1813, en apoyo al coronel Manuel del Castillo, quien se negó a seguir hacia Caracas. Al final para evitar más discrepancias y por órdenes de Bolívar, le encomienda la defensa de los valles de Cúcuta. 
Tuvo varias victorias contra los Realistas a pesar de la inferioridad cuantitativa, defendiendo a los valles de Cúcuta entre junio y octubre de 1813, hasta la Batalla del Llano de Carrillo el 18 de octubre. El valle fue invadido por las fuerzas de Bartolomé Lizón quien contaba con unos 1.300 hombres, Santander trató de retirar su fuerza de 260 hombres hacia Pamplona pero fue derrotado en una acción conjunta de las fuerzas de Lizón y un grupo de guerrillas realistas que les corto el paso, en la batalla perdió la mayoría de su tropa, con el solo salvándose milagrosamente junto con su primo y su subalterno Pedro Fortoul junto con 20 hombres más. Tras la derrota Lizón mandó a degollar los prisioneros patriotas junto con varios simpatizantes patriotas de Pamplona y Cúcuta, incluso familiares de Santander.
Tras la pérdida Cúcuta, Santander aceptó su responsabilidad por la derrota y le pidió al congreso que se le hiciera un juicio militar lo que fue negado, también pidió su retiro absoluto del ejército pero esto fue negado también. En cambio el congreso de la Unión nombró al brigadier Gregor Mac Gregor como comandante del Ejército del Norte y Santander como su subalterno para emprender una contraofensiva para recuperar a Cúcuta. Este Ejército volvería al valle con más hombres recuperando estas tierras el 4 de febrero de 1814, por su participación en esta campaña fue ascendido al grado de coronel el 31 de mayo de 1814. Poco después, Mac Gregor renunció al mando y fue reemplazado por Custodio García Rovira, Gobernador del Socorro. Rovira fue reemplazado por el general Rafael Urdaneta y Santander continuó sirviendo como segundo jefe. Esto duraría poco ya que el gobierno de la Unión llamó al general Urdaneta para defender a la provincia de Casanare, dejando a Santander como guarda de la frontera. 

### Reconquista de la Nueva Granada
En 1815 empezó la Reconquista de la Nueva Granada por parte del Ejército Expedicionario de Tierra Firme bajo el mando del general Pablo Morillo. Tras la pérdida de Cartagena de Indias en diciembre de 1815, el mes siguiente Morillo empezó su marcha hacia al interior del país siguiendo el trazado del Río Magdalena capturando a la importante ciudad de Mompox. El Gobierno de la Unión mandó a Santander a marchar hacia Ocaña para reclutar a una fuerza capaz de liberar a Mompox, en ese mismo momento los valles de Cúcuta fueron invadidos por el coronel español Sebastián de la Calzada quien rápidamente ocupó la ciudad Pamplona.  

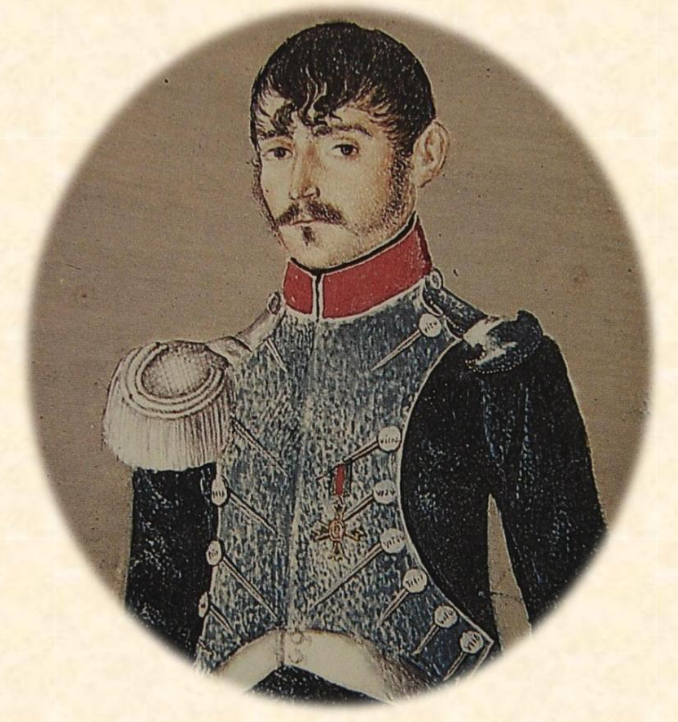
Miniatura de Francisco de Paula Santander como teniente coronel por José María Espinosa. No confirmada su identidad, el corte de su uniforme concuerda mucho más con fuerzas realistas que independentistas.

Con Morillo al norte y de la Calzada al sur, Santander y su columna de 500 hombres se encontró de repente entre dos fuegos. Con Santander a la cabeza de su columna logró realizar una exitosa retirada hacia el sur logrando llegar a Piedecuesta, donde su columna se integró a las tropas comandados por Custodio García Rovira formando el Ejército del Norte. Estas topas se movieron contra Calzada situándose en el Páramo de Cachiri. Entre el 21 y 22 febrero se libró la batalla de Cachiri, donde Santander mandó la vanguardia y la descubierta, las tropas del Unión fueron completamente dispersadas obteniendo los españoles una aplastante victoria. 
A pesar de su derrota, Santander organizó la retirada ordenada junto al general Manuel Roergas Serviez, de sus tropas a la Provincia del Casanare. Durante la retirada fueron perseguidos constantemente por las fuerzas del coronel Miguel de la Torre. Tras llegar al Casanare fueron auxiliados por las fuerzas del general Urdaneta, gracias a esta retirada logró salvar a mucho oficiales del Ejército Neogranadino mucho de los cuales harían parte del Ejército Libertador durante la Campaña Libertadora de 1819. Desde ese momento Santander se vincula a la guerra en Venezuela. Durante esta etapa conocida como la resistencia bélica, estuvo al mando de un ejército de llaneros que si bien al inicio dura poco en la comandancia de este ejército debido a la resistencia de los soldados llaneros a ser dirigidos por un militar ajeno a la región y que previamente había rechazado por considerarse incompetente para dirigir a los llaneros rebeldes a la disciplina militar.
Pero entonces, de acuerdo con el nombramiento de José Antonio Páez, enterró su espada en el suelo, declaró que prefería morir con ella enterrada antes que consentir que el nombramiento no fuera hecho adecuadamente y se ganó cierto respeto que también ganaría luchando al lado de Páez. Fue comandante de la segunda brigada de caballería, venciendo en la batalla de El Yagual donde fue crucial, cargó violentamente, y asimismo lucharía lanza en mano en la campaña de los Llanos. En 1817 Santander se incorpora a las fuerzas de Simón Bolívar, Bolívar lo hace parte de su Estado Mayor haciendo toda la campaña del Centro hacia Caracas en 1818, además de hacer la campaña de Barinas, la Campaña de la Guayana o la campaña Apure, y contiendas como Fuerte Brión, hato del Yagual, Achaguas, Bancolargo, Guayabal, Calabozo, El Sombrero, La Puerta, Barbacoas, Achuren, Ortiz, el Rincón de los Toros y otras.

### Campaña Libertadora de 1819

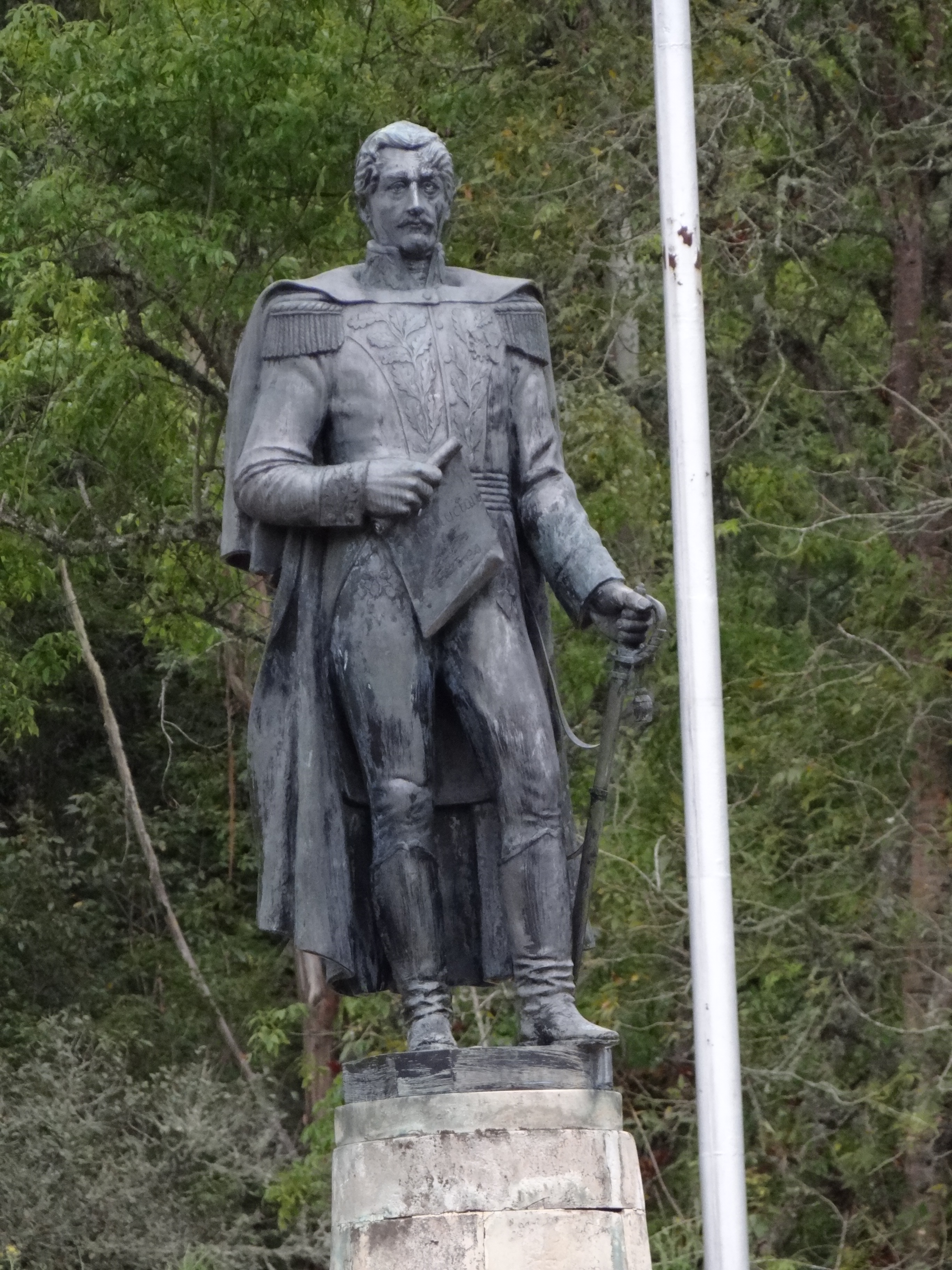
Estatua conmemorativa de Francisco de Paula Santander en el Puente de Boyacá.

El 16 de julio de 1818, Bolívar lo condecoró con la Estrella del Orden de los Libertadores,el 12 de agosto fue ascendido al rango de General de brigada.El 25 de agosto de 1818 Bolívar lo nombró comandante de la vanguardia del Ejército Libertador de la Nueva Granada, y le encomendó reorganizar las fuerzas en el Casanare para una eventual operación para liberar a la Nueva Granada con 1.200 mosquetes.Santander parte de Angostura el 27 de agosto junto con 4 oficiales: el mayor Joaquín París, el coronel Jacinto Lara, el teniente coronel Antonio Obando, y el teniente coronel Vicente González llegando al Casanare el 29 de noviembre, aunque fue retenido por un tiempo por parte de Paéz debido a que este no fue informado por parte de Bolívar de esta comisión. 

Fue durante su tiempo en el Casanare que las habilidades administrativas y organizativas Santander brillaron. Al llegar a esa provincia encontró unas fuerzas patriotas desorganizadas, con pocos recursos y peleándose entre ellos mismos como el caso entre Nonato Pérez y Antonio Arredondo. La primera tarea para Santander fue hacer que los caudillos locales reconocieran su mando, sobre esto en sus memorias escribió:
“Mi presencia calmó la agitación, porque tuve la fortuna de inspirarles confianza, y de persuadirles de que en la unidad estribaba nuestra salud. Todos cedieron a mi voz, me prestaron obediencia y trabajaron conmigo activamente en la formación de una hermosa división a que tanto deben los granadinos por su libertad en la campaña de 1819”
Poco tiempo después recibió una carta de Francisco Antonio Zea informándole de la apertura del Congreso de Angostura, en representación del Casanare mandó 3 delegados. También estableció un gobierno provisional en nombre de la desaparecidas Provincias Unidas de la Nueva Granada bajo la autoridad de la Constitución de 1815 estableciendo Casanare como su única provincia libre y Por como su capital provisional. Al mismo tiempo logró que sus tropas reconocieran a Bolívar como presidente de Venezuela y Capitán General de los ejércitos de Nueva Granada para prepararlos para la eventual unión de las dos fuerzas.
En el ámbito militar Santander empezó con la creación de una nueva fuerza militar, se encargó de establecer una cadena de logística para sus fuerzas. Ordenó mil gorras de paja y estableció un almacén militar en Santa Rosalía. Creó las bases para la alimentación de la tropa y también la imposición de una férrea disciplina militar a través de un consejo permanente de guerra. También estableció una política de permisos a los soldados labradores para atender a los quehaceres de su actividad, lo cual permitió mantener abiertos los canales de la producción. Ya para febrero de 1819 junto con sus oficiales levantó dos batallones de infantería: el Batallón Cazadores de la Nueva Granada y el Batallón Primero de Línea de la Nueva Granada junto con un escuadrón de caballería para una fuerza total que rodeaba cerca a los 1.200 hombres.
 

Los esfuerzos expendidos para organizar este ejército llamaron la atención de los espías del servicio de inteligencia establecido por los españoles, quienes desde noviembre de 1818 habían recibido informes del nombramiento de Santander como comandante por parte de Bolívar. A principios del año el general Morillo desde Venezuela ordenó al comandante de la III División del Ejército Realista, el coronel José María Barreiro a realizar una operación para invadir la provincia de Casanare y limpiar la zona de presencia insurgente. Barreiro dispuso una fuerza de 1200 infantes y 450 jinetes e invadió la provincia en marzo de ese año donde tomaron la capital de Pore el 9 de abril. Santander inteligentemente rehuyó del combate retirándose hacia el inmenso interior de los llanos sabiendo que Barreiro no podía seguir sus operaciones con tan pocas fuerzas en un área tan hostil y extensa. La operación produjo poco resultados y con el comienzo del invierno, a fines de abril Barreiro tuvo que replegarse hacia al otro lado de la cordillera otra vez, durante el repliegue los Patriotas asaltaron frecuentemente a los realistas causando bajas y la desmoralización de sus tropas. La exitosa defensa de la provincia elevó la moral de los patriotas, Santander comunicó esta victoria a Bolívar el 21 de abril de 1819: 
La deserción que han sufrido [los españoles] es numerosa; nuestros batallones de infantería han recibido con ella notable aumento; sus caballos han quedado inútiles con las marchas, contramarchas y continuas alarmas; el hambre que han padecido sus tropas es increíble, pues la mayor ración que recibía el soldado era de dos onzas de carne; no han sido dueños de otro terreno que aquel que ocupaban. Barreiro, comandante general de esta expedición, ha visto con sus propios ojos que no es con tres ni cuatro mil hombres que se conquista el Casanare, y que no es el terror lo que borra los sentimientos de patriotismo que sus mismas tropas tienen por la libertad de su patria.
El 23 de abril Santander envió a Venezuela al coronel Jacinto Lara, para presentar ante Bolívar la favorabilidad de empezar la campaña y informarle también que la población neogranadina veía con buenos ojos y que apoyaría esta operación. El 23 de mayo en Mantecal, Bolívar reunió a todo sus oficiales y expuso su plan para la invasión de la Nueva Granada, el 27 el ejército de Venezuela se puso en marcha hacia Nueva Granada. Después de una difícil marcha por los llanos inundados Bolívar finalmente se reúne con las fuerzas de Santander el 12 de junio en Tame, ahí empieza el Libertador a organizar el Ejército Libertador de la Nueva Granada y Venezuela, Santander mantuvo su cargo como comandante de la división de vanguardia mientras que el general de brigada José Antonio Anzoátegui comandaría la división de Retaguardia. En esa población también se definió la ruta por la cual el ejército debía tomar, Bolívar inicialmente quería pasar la cordillera por el paso de La Salina de Chita, pero Santander le sugirió tomar el camino por el Páramo de Pisba, el paso por el Pisba era la ruta más rápida y menos custodiada, pero también la más difícil y penosa. Bolívar accede a esta recomendación y el día 17 el ejército parte de Tame, la división de vanguardia al frente del ejército marchaba un día adelantado comparado con el resto del cuerpo.  

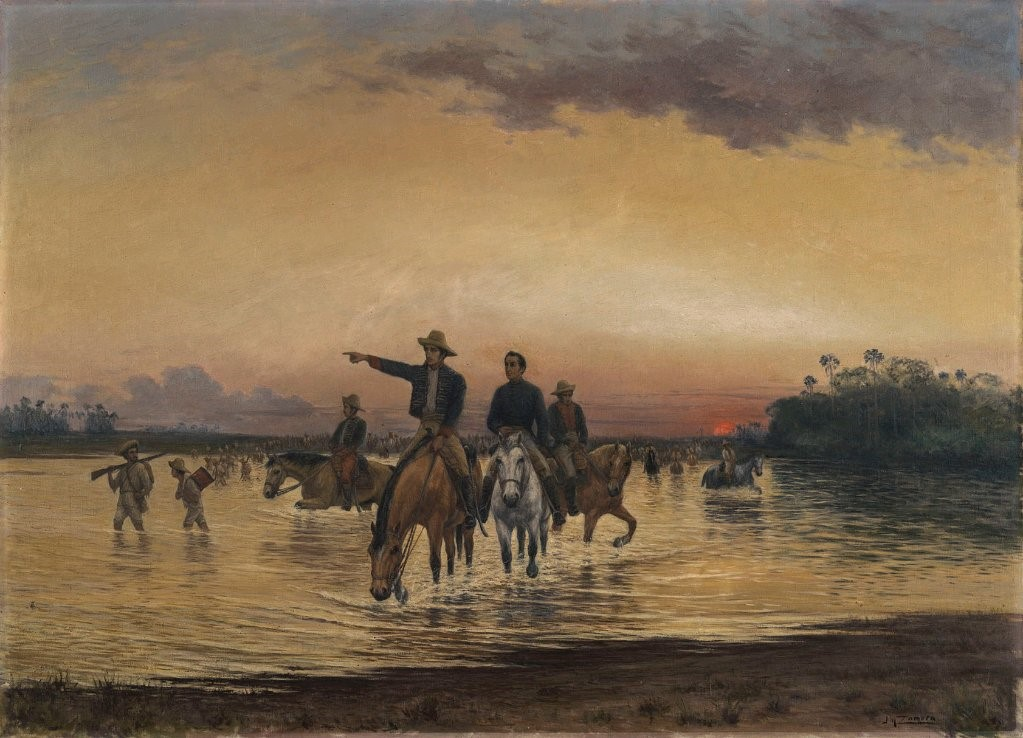
Bolívar y Santander durante la marcha por Llanos en Junio de 1819. Óleo realizado por el pintor colombiano Jesús María Zamora en 1915.

Santander y su división llegaron a Cordero el 18, el 20 en Carrastol, el 21 en Pore , el 25 en Nunchía y el 26 ya estaban en Morcote donde empezaron a subir la cordillera. El 27 continuaron su marcha para tomar a Paya, es ahí donde sus tropas avistan la presencia de dos compañías realistas compuestos de 300 soldados bajo el mando del Sargento Mayor Juan Figueroa y Ladrón. Es ahí donde se desarrolló la primera acción de la campaña llamado el Combate de Paya, en ello Santander ordenó al Coronel Antonio Arredondo comandante del batallón Cazadores efectuar una maniobra secreta de rodeo para atacar por sorpresa al enemigo. Mientras que Santander con el resto de los Cazadores y un piquete de Guías comandados por el capitán Reyes Patria continuará la marcha por la vía principal con el batallón 1º de Línea actuando como refuerzo. La vanguardia logró derrotar a los 300 hombres del rey obligándolos a retirarse hacia Labranzagrande, esta pequeña victoria elevó la moral de la tropa y la noticia de la victoria de este combate fue reportado a Bolívar quien ese día el 27 había llegado Morcote. 
Aunque debían seguir su marcha ese mismo día el 27, Bolívar mandó una carta a Santander ordenándolo a parar su marcha. Los llaneros venezolanos cansados ya de su larga marcha desde Venezuela veían la posibilidad de cruzar los Andes como una locura y imposible debido a la falta de ropa adecuada para emprender este cruce. Bolívar llama a Santander a venir hacia él para hacer un consejo de guerra en el llano de Miguel con los otros oficiales del ejército como Anzoátegui, Soublette, y Salom para debatir la continuación de la campaña. En ese momento Santander reúne a todos sus oficiales principales, los coroneles Fortoul, Obando, Arredondo. José María Cancino y los mayores París y Ramón Guerra. Todos acordaron en seguir la campaña, el día siguiente Santander se entrevista con Bolívar, apoyado también por el coronel Lara, Santander le dice a Bolívar que si las tropas venezolanas abandonaban la campaña él iba a tomar su división y seguir la lucha, el General Anzoátegui también apoyó a Santander afirmando que el podía hacer lo que los otros también hacían. Con estos argumentos Bolívar decidió seguir la campaña, los primeros días de julio el ejército patriota empezó la penosa y supremamente difícil cruce de la cordillera por el Páramo de Pisba. Durante la travesía por Los Andes el ejército cruzó por unidades, los primeros en cruzar fueron elementos del batallón Cazadores bajo el coronel Arredondo quienes llegaron a Sochá el 4 de julio. Luego seguía Santander a la cabeza del resto de su división logrando llegar a Socha en 5 de julio, la retaguardia de Anzoátegui donde marchaba Bolívar, el día siguiente, aunque algunas unidades como la legión británica y el general Soublette no lograrían cruzar hasta mediados de julio. El cruce por el Páramo fue devastadora del ejército, muchos soldados murieron o quedaron enfermos al llegar al otro lado de la cordillera, se perdió casi la totalidad de los caballos junto con una gran cantidad de municiones, de esto Santander refirió al ejército cuando llegó a Sochá “como un cuerpo moribundo.”
Durante los siguientes días elementos del ejército patriota entraron en combate con tropas realistas cerca de la poblaciones de Corrales y Gámeza. El 10 de julio las tropas patriotas fueron desalojadas de Corrales de Gaméza, Santander y su vanguardia vinieron a auxiliar a estas tropas logrando forzar a los realistas a replegarse al otro lado sobre el río Gámeza. El 11 de julio se desarrolló la batalla de Gámeza, el objetivo principal para los patriotas fue la toma del puente de Gámeza para así seguir su marcha para capturar a Sogamoso, los realistas se posicionaron al otro lado del río para impedirles el paso, Bolívar ordenó a Santander a desplegar sus unidades de la vanguardia para tomar el puente, los patriotas cargaron sobre el puente logrando cruzar algunas veces pero una y otra vez fueron rechazados por la fusilería española. Durante este intercambio de disparos fue herido levemente el general Santander. Después de cinco horas de combate Bolívar ordenó la retirada hacía Tasco y los realistas de retiraron a su campamento en los Molinos de Topaga. La acción terminó indeciso para ambos bandos, pero el batallón Cazadores había sufrido mucho durante la batalla, donde fallecieron varios oficiales, Santander escribiría sobre ese día que  “Mi divison sufrio mucho en esta jornada perdí, entre otros, los oficiales Arredondo, Loboguerrero y Gómez." El coronel Arredondo comandante del batallón Cazadores fue enterrado poco días después en Tasco, su segundo, el sargento mayor Joaquín París, fue ascendido a teniente coronel y tomó el mando del batallón, en honor a Arredondo Santander decretó que todo los oficiales de su división llevasen una cinta negra en el puño del sable para honrar a “este bizarro oficial que ha muerto heroicamente por su patria él debe servir de modelo a todos los que tengan honor y sentimientos heroicos.” 
Durante los siguientes días Bolívar descartó su plan inicial de tomar Sogamoso y optó por un movimiento a la izquierda por el valle de Cerinza llegando a Bonza el 20 de julio. El 25 de julio entraron en combate otra vez con las fuerzas realistas en lo que hoy es conocido como la batalla del Pantano de Vargas, durante la batalla Santander y la vanguardia fueron posicionados en el flanco izquierdo del ejército patriota con el objetivo de tomar las alturas del Cerro de la guerra (también conocido como el Cerro del Picacho) Santander lideró sus tropas en el asalto a este cerro pero fueron rechazadas en 3 ocasiones por el batallón Primero del Rey. Hacia el final de la batalla con el apoyo de la legión británica y las demás unidades de infantería y gracias a la confusión causada por la carga del Coronel Juan José Rondón, Santander y la infantería patriota pudieron finalmente desalojar a los realistas de sus posiciones. Tras la victoria en Vargas, el ejército patriota siguió su marcha hacia Santa Fe, para ganar ventaja y engañar a los realistas realizaron la Contramarcha de Paipa haciendo creer a los realistas que el ejército se había retirado en dirección a Venezuela, en la noche marcharon por el camino de Toca tomando a Tunja en 5 de agosto  En la batalla de Boyacá el 7 de agosto, Santander y su división jugaron un papel clave en el desarrollo del combate, al llegar a la casa de postas cerca de las 2 de la tarde, la vanguardia patriota avisto a la vanguardia realista del coronel Francisco Jiménez, de inmediato ordenó al batallón Cazadores bajo el coronel París a atacarla seguido por detrás por el batallón Primero de Línea de la Nueva Granada bajo el coronel Antonio Obando, esto forzó a la vanguardia realista a retirarse hacia el Puente de Boyacá y poco después cruzándolo para tomar posiciones defensivas. Mientras tanto el general Anzoátegui quien marchaba por detrás de la vanguardia de Santander atacó la retaguardia realista cortando el ejército realista en dos y dejándolos incomunicados. La vanguardia patriota y realista se encontraban en los lados opuestos del río, Santander ordenó al teniente coronel Antonio Bejar que ejecutara un movimiento envolvente con sus hombres sobre la banda derecha del río Teatinos, para atacar de esta manera por la espalda la vanguardia realista. Cuando Bejar cruzó el río y llegó a las espaldas de los realistas, Santander ordenó una carga a bayoneta sobre el puente la cual junto con la derrota de la retaguardia por las tropas de Anzoátegui finalizó la batalla.
Al final, el coronel español José María Barreiro se rindió ante el Ejército Patriota. Santander y Anzoátegui fueron ascendidos a General de División en reconocimiento a sus acciones en ese día. El 10 de Agosto el ejército patriota entró a Santa Fe de Bogotá, con la victoria de Boyacá la mayoría del territorio de la Nueva Granada fue liberada del control español. Santander fue considerado 'Héroe de Boyacá'.

## Carrera política

### Vicepresidencia de Nueva Granada y Cundinamarca (1819-1821)
Tras la victoria en Boyacá, el 10 de agosto de 1819 Bolívar nombró a Santander como gobernador y comandante militar de la provincia de Santa Fe, el 11 de septiembre fue nombrado Vicepresidente de la Nueva Granada, le fue otorgado "toda las facultades amplias en todo los los ramos de gobierno" Bolívar también le había instruido la tarea de "libertar el país de la dominación española a toda costa." Con estas instrucciones Bolívar se dirigió a Angostura para proponerle al congreso la unión entre la zonas liberadas de la Nueva Granada y Venezuela. 
En octubre de 1819 Santander ordenó fusilar en la Plaza mayor al coronel José María Barreiro y los otros 37 oficiales capturados en la batalla de Boyacá. En un informe para Bolívar, revisaba detalle por detalle, su decisión y el efecto, y los "escritos políticos de Santander" recopilado por Jorge Orlando Melo menciona que "El general de división Francisco de Paula Santander, vicepresidente de Cundinamarca, presenta al gobierno de la República y a los pueblos del mundo civilizado los motivos y razones que lo obligaron a ordenar la ejecución de 38 oficiales españoles prisioneros en la campaña de 1819, verificada en la ciudad de Bogotá el 11 de octubre del mismo año".
Esto se realizó sin el consentimiento del presidente Simón Bolívar, quien se encontraba fuera del país y no quería gobernar fusilando al enemigo innecesariamente, lo cual trajo fricciones con el vicepresidente Santander.
Así mismo, un civil peninsular llamado Juan Francisco Malpica, que había manifestado satisfacción por las ejecuciones realizadas por los europeos en la época de Terror y se había refugiado en la catedral creyéndose protegido desde donde pronosticó el regreso del general del ejército español Pablo Morillo. Gracias a la confesión de un sacerdote, Santander ordenó fusilarlo.
Con la creación de la República de Colombia (Gran Colombia) en diciembre de 1819, los territorios de la Nueva Granada y Venezuela pasaron a ser los departamentos de Cundinamarca y Venezuela, Santander pasó a ser Vicepresidente del Departamento de Cundinamarca.

#### Gabinete ministerial (1819-1821)
| Cargo                                | Nombre                                | Inicio | Final |
| ------------------------------------ | ------------------------------------- | ------ | ----- |
| Secretario del Interior y Justicia   | Estanislao Vergara Sanz de Santamaría | 1819   | 1821  |
| Secretario de Hacienda y Guerra      | Alejandro Osorio Uribe                | 1819   | 1821  |
| Asesor general de Rentas             | Vicente Azuero Plata                  | 1819   | 1821  |
| Intendente general de Rentas         | Luis Eduardo Azuola                   | 1819   | 1821  |
| Superintendente de la Casa de Moneda | José Miguel Pey                       | 1819   | 1821  |

### Gabinete ministerial (1821-1827)
Pedro Gual, secretario de Relaciones Exteriores de 1821 a 1825. José Rafael Revenga, enviado extraordinario ante la Corte de Londres y secretario de Relaciones Exteriores de 1825 a 1827.
José Manuel Restrepo, secretario del Interior.
Doctor José María del Castillo y Rada, secretario de Hacienda.
Pedro Briceño Méndez, secretario de Guerra y Marina de 1821 a 1825. Carlos Soublette, secretario de Guerra y Marina de 1825 a 1827. Lino de Clemente, secretario de Marina de septiembre a noviembre de 1826.
José Félix de Restrepo, representante de la Alta Corte de Justicia en el Consejo de Gobierno.

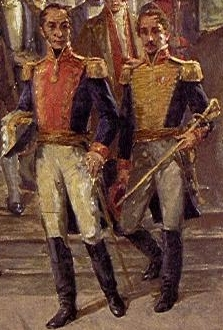
Bolívar y Santander durante el Congreso de 1821

### Vicepresidente de la Gran Colombia (1821-1827)
En 1821 Santander fue elegido Vicepresidente de Colombia en el Congreso de 1821, cargo que ejerció hasta 1826, para después ser reelegido hasta 1828. Este cargo había sido desempeñado infructuosamente durante dos años por Francisco Antonio Zea, Antonio Nariño, José María del Castillo y Rada y Juan Germán Roscio, y cuya dificultad radicaba en que acarreaba la jefatura del Estado y del gobierno del país debido a la ausencia del presidente titular, Simón Bolívar, por las guerras de independencia de Ecuador, Perú y la futura Bolivia.
Mientras que el presidente Simón Bolívar hacía las campañas del Sur, su vicepresidente Santander ejerció el poder ejecutivo hasta 1827.
Las peticiones de Bolívar para que le fueran provistos los fondos y soldados que este necesitaba para la campaña del Perú no fueron posibles de atender por Santander, toda vez que se trataba de ayudar en una guerra en el extranjero, esta falta de diligencia para cumplir con la noble gesta libertadora, hizo que los ejércitos patriotas alcanzaran la victoria con austeridad. Santander estaba atado para justificar legalmente dicha ayuda, ya que el artículo 128 de la Constitución de 1821 sólo aplicaba para casos de Conmoción Interior, razón por la que se daba prioridad a organizar las fuerzas de la República contra posibles reconquistas que llegasen del norte. 

No obstante, Santander emprendió acciones ante el Congreso para que le aprobaran una ley necesaria para proveer lo solicitado por Bolívar sin éxito. En medio de la presión Santander autorizó acuñar monedas con menos peso-plata para rendir el dinero que debía enviar a la campaña libertadora, rápidamente los agentes de Bolívar se dieron cuenta y rechazaron la encomienda. Tuvo Santander que tocar otros fondos del estado para cumplir con la campaña.

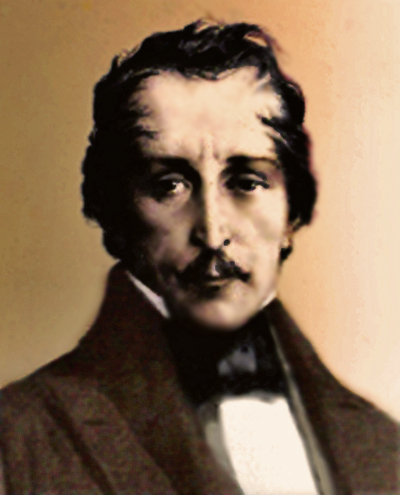
Santander. Boceto de Helen Bedout, 1819.

La mayor parte del presupuesto del país se destinaba a la guerra y al mantenimiento de los ejércitos. Ante esta situación fue necesario que Santander, con autorización del Congreso, comisionara a Manuel Antonio Arrubla y Francisco Montoya, como agentes del gobierno colombiano, para conseguir recursos en el exterior. Así, en 1824, se contrató con la B. A. Goldschmidt & Co. un crédito mal negociado, con intereses leoninos, prácticamente impagables para el momento, crédito de más de cuatro millones de libras esterlinas. Estos recursos fueron utilizados para cubrir parcialmente las necesidades del gobierno, pagar deudas y reactivar las actividades agrícola y minera.
Finalmente los apoyos económicos y militares que Bolívar le solicitaba para la campaña de liberación del Perú terminaron llegando austeramente a pesar de las necesidades, la economía o la amenaza de la Santa Alianza entre España y Francia y obteniendo la aprobación legislativa, sin la cual la independencia de América siempre estaría en riesgo, como él mismo declaró al Congreso.

Bolívar después de aceptar funciones como dictador en Perú, al no encontrar a quien recurrir en la obtención de recursos en Perú, inició peticiones de los mismos a la Gran Colombia, incluso trató de estimular a Santander con algunas de sus cartas:
«Mande Ud. esos 4.000 hombres que ha ido a buscar Ibarra y el día que Ud. sepa que han llegado al Perú, haga Ud. de profeta y exclame: ¡Colombianos, ya no hay más españoles en América!»
Sin embargo pasado un tiempo, Santander en una de sus respuestas le hacía recordar que no podía darle todo lo que pidiera bajo las condiciones en que se encontraba:
«si el Congreso me da auxilios pecuniarios, o de Europa los consigo, tendrá Ud. el auxilio, y si no, no»., además específico que para tanta ayuda que pedía le solicitaría al Congreso «una ley para poder auxiliar, porque hasta ahora no la tengo», pero ante la insistencia de Bolívar contestó tajantemente: «Yo soy gobernante de Colombia y no del Perú; las leyes que me han dado para regirme y gobernar la República nada tienen que ver con el Perú y su naturaleza no ha cambiado, porque el Presidente de Colombia esté mandando un ejército en ajeno territorio. Demasiado he hecho enviando algunas tropas al sur; yo no tenía ley que me lo previniese así, ni ley que me pusiese a órdenes de Ud., ni ley que me prescribiese enviar al Perú cuanto Ud. necesitase y pidiese»
Bajo esa situación, Santander también recurrió a consultar al Congreso si los grados y empleos concedidos por Bolívar en el ejército de Colombia tendrían validez, considerando que Bolívar había aceptado cargo de gobernante en un país extranjero, la Cámara de Representantes concluyó que «había dejado de ser Presidente (de Colombia) por admitir la Dictadura (en el Perú) sin permiso del Congreso», ante esta situación se presentaba la misma presunta incompatibilidad de funciones, ésta institución optó por destituir a Bolívar del mando del ejército colombiano que combatía en el Perú.
En 1826 tras el regreso del Perú, se reconfirmo la elección de Bolívar como presidente y Santander como vicepresidente. El 28 octubre del año siguiente al recibir la corona cívica del Perú, Bolívar siendo el presidente, la tomó en sus manos, manifestó que el pueblo colombiano era el único acreedor a ella, se dirigió a Santander, colocó la corona en sus sienes y manifestó que: "El Vicepresidente, como el primero del pueblo, merece esta corona".

### Crisis con Bolívar

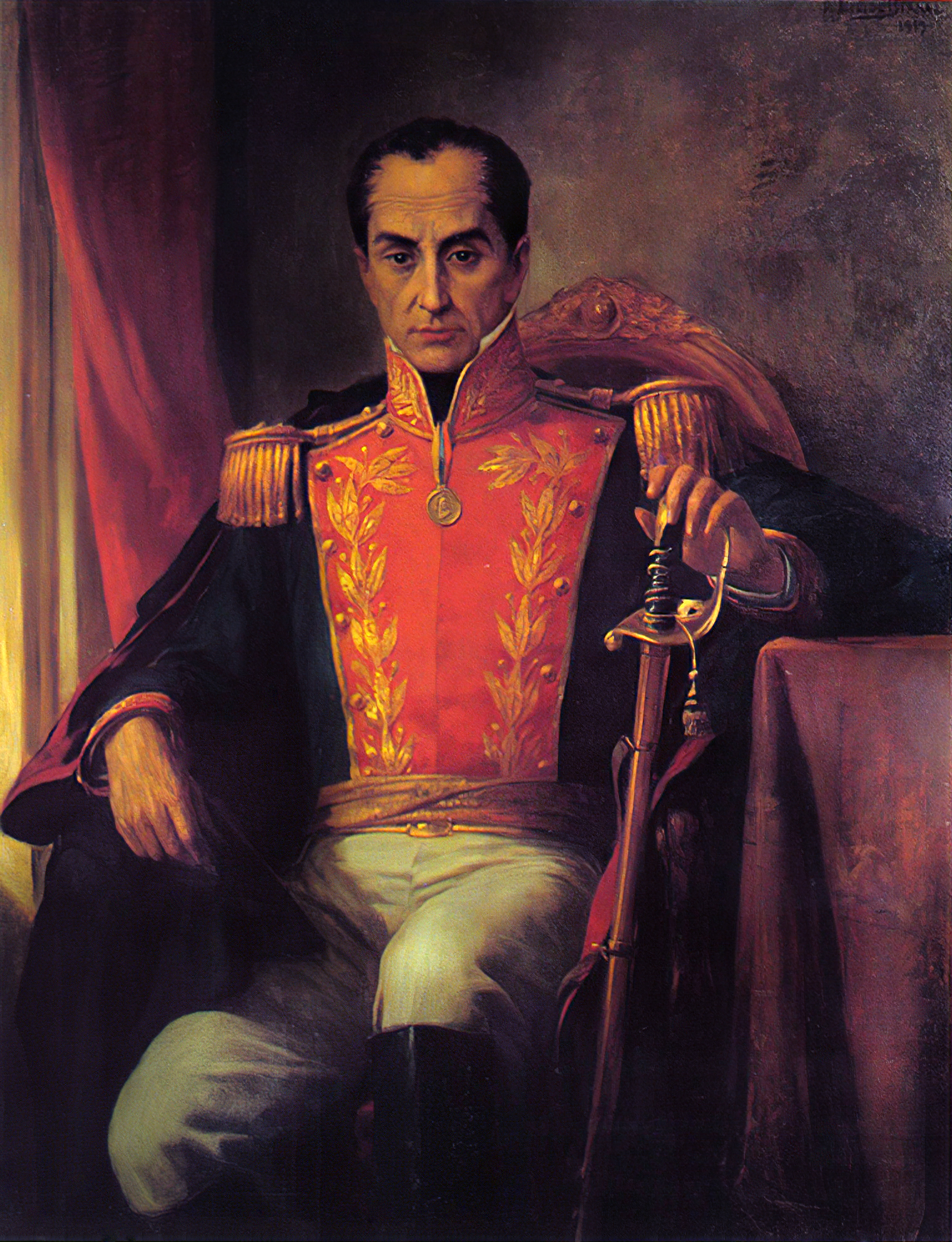
Retrato alegórico de Bolívar.

Además de las tensiones que causó el sostenimiento de las campañas del Sur, la ideología también dividió a ambos líderes. Por una parte, Santander promulgaba por un gobierno federalista, en el que el poder del presidente y los militares tuvieran límites. De otra parte, Bolívar defendía la idea de un Estado unitario donde el poder estaría al mando de un presidente vitalicio hasta su muerte, con la potestad de elegir en cargos públicos y hereditarios a quien eligiera. La visión de Bolívar era continental, pero otros exigían cumplimiento a las bases y promesas que se habían establecido desde la formación de la Gran Colombia, es decir que se permitiera una mayor participación en el gobierno y autonomía por regiones.
El absolutismo de Simón Bolívar y abusos por parte de militares que lo apoyaban, con la posibilidad de quedarse hasta la muerte en el cargo de Presidente vitalicio junto a quienes él eligiera con beneficio hereditario a quien eligiera, frente a un pensamiento con autonomía por regiones, federalismo y poder disponer de una participación en gobierno distanció cada vez más a los dos líderes. Los bolivarianos respaldaban la implantación de la constitución bolivariana en la Gran Colombia, constitución que implicaba el carácter vitalicio de la presidencia y la inexistencia de las elecciones. Santander y sus adeptos preferían mantener la constitución que se había firmado en Villa del Rosario con reformas que pudieran limitar absolutismo y abusos en el gobierno.
Las tensiones se intensificaron en 1826 cuando Páez entró en conflicto con las autoridades de Santander y quiso separar Venezuela de Colombia durante el movimiento conocido como La Cosiata. Santander pidió a Bolívar que arbitrara la situación en Caracas, y Bolívar le dio la razón a Páez, lo que no fue bien recibido por los santanderistas.
Por otro lado, después de ser conocida en Bogotá la sublevación del coronel José Bustamante y del Villar en Lima, el Consejo de Estado en Perú que había dejado Bolívar para su representación  al discutir con representantes peruanos retiraron el cargo de presidente vitalicio a Bolívar y se anuló la constitución impuesta por Bolívar, días después el general Agustín Gamarra tomó militarmente a Bolivia y con apoyo de los mismos bolivianos, Gamarra les nombró a representantes bolivianos la experiencia ocurrida en Lima y los descubrimientos en la documentación de la constitución vitalicia, días después se expulsó a todo extranjero seguidor de Bolívar, al mariscal Sucre se le dio salvoconducto para su exilio, la constitución en Bolivia quedó en desuso, Bolívar perdió su poder e influencia sobre Perú y Bolivia, los enemigos de Bolívar organizaron festejos públicos en los que participó Santander. 
Además, el agitador Vicente Azuero había construido un documento difamatorio en contra de Simón Bolívar y la Constitución bolivariana, pero se presentaron varios levantamientos y para tratar de calmar la situación se convocó desde 1827 a un encuentro para discutir términos, se acordó que esto sería en la ciudad de Ocaña el 9 de abril de 1828.
En septiembre de 1827 Bolívar asumió la Presidencia desplazando a Santander, quien tras dejar el cargo fue elegido Diputado por la provincia de Bogotá para asistir a la Convención de Ocaña en 1828, donde defendió principios republicanos con bases federalistas, en esa convención se llegaron a discutir dos propuestas primero las reformas para limitar absolutismo y abusos en el gobierno, la segunda propuesta era la constitución vitalicia, sin embargo los representantes que apoyaban a Bolívar abandonaron la convención el día 10 de junio de 1828, para el 27 de agosto Bolívar trató de lograr lo que no pudo por los representantes, se autoproclamó dictador, disolvió el congreso, la constitución de 1821 fue anulada, todos los representantes en cargos públicos que no aceptaban la propuesta de la constitución vitalicia fueron removidos de cargos públicos, eso incluyó al Vicepresidente quien era Santander en esos momentos, se le dio persecución a opositores.
El 25 de septiembre de 1828 ocurrió el evento conocido como la conspiración septembrina, emisarios de los opositores de Bolívar irrumpieron al Palacio de San Carlos con el objetivo de dar muerte a Bolívar, quien logró huir por una ventana gracias a Manuelita Sáenz, por lo ocurrido tras un proceso, al día siguiente de lo ocurrido se creó un tribunal de ocho personas para juzgar a quien consideraran participó y pasarlo a juicio, sin embargo pasados algunos días Bolívar encontró acusados absueltos, el caso de Santander ya había sido tratado, sin embargo Bolívar recogió todos los casos donde hubo acusados absueltos al no encontrarlos culpables afirmando que no quería absueltos, disolvió el tribunal y nombró al general Urdaneta como Juez único.
Sin embargo esto representó la muerte sin juicio alguno para los casos pendientes, incluso los absueltos, el almirante Padilla fue uno de quienes ya había sido absuelto y recibió condena de muerte firmada por Urdaneta quién actuó sumariamente en todos casos que le asignaron. Santander fue acusado de traición y sentenciado culpable del atentado, fue degradado, expulsado deshonrosamente y condenado a morir fusilado por la espalda; pero Simón Bolívar le perdonó la vida y fue desterrado. Lo ocurrido entre el tribunal creado de forma sorpresiva y las muertes ordenadas violando todo principio de imparcialidad o neutralidad, incrementó un rechazo aún más fuerte contra Bolívar y líderes militares que lo seguían.
Las revueltas continuaron mientras se agravaba el estado de salud de Bolívar, se presentó la guerra grancolombo-peruana (1828-1829), por territorios en el norte de Perú que Bolívar anexó a La Gran Colombia, se generó una disputa por soberanía y límites (hecho que generó un litigio entre Ecuador y Perú, dado por finalizado hasta 1998), Venezuela se proclamó independiente en enero de 1830 desterrando a Bolívar considerándolo como un riesgo. 
El 4 de mayo de 1830 la renuncia de Bolívar a la presidencia de la Gran Colombia fue aceptada ante el Congreso Admirable, en vista que en el gobierno había una dictadura, tal organismo recién elegido tenía funciones para dictar una nueva constitución, se eligió como presidente encargado a Joaquín Mosquera, sin embargo militares también seguidores de Bolívar se tomaron el poder por las armas bajo el mando de Rafael Urdaneta, seguidores que pedían volviera Bolívar a ocupar el cargo de presidente, Urdaneta afirmaba que era representante de Simón Bolívar mientras logró permanecer en el cargo. 
Sin embargo el Consejo de Estado le dio el cargo de nuevo presidente a Domingo Caycedo quien tuvo que aceptar funciones desde la ciudad de Purificación al no poder lograrlo por la Dictadura de Urdaneta en Bogotá, hubo conflicto armado hasta el 2 de mayo de 1831, los seguidores que promovieron la causa de Urdaneta fueron condenados a destierro y expropiación de bienes por "traición a la causa de la libertad", el 13 de mayo de 1830 se dio a conocer la separación de Ecuador, dada a ocurrir la disolución de la Gran Colombia. En diciembre de ese mismo año poco antes de morir Bolívar escribió: “El no habernos arreglado con Santander nos ha perjudicado a todos”.

### Exilio (1829-1831)

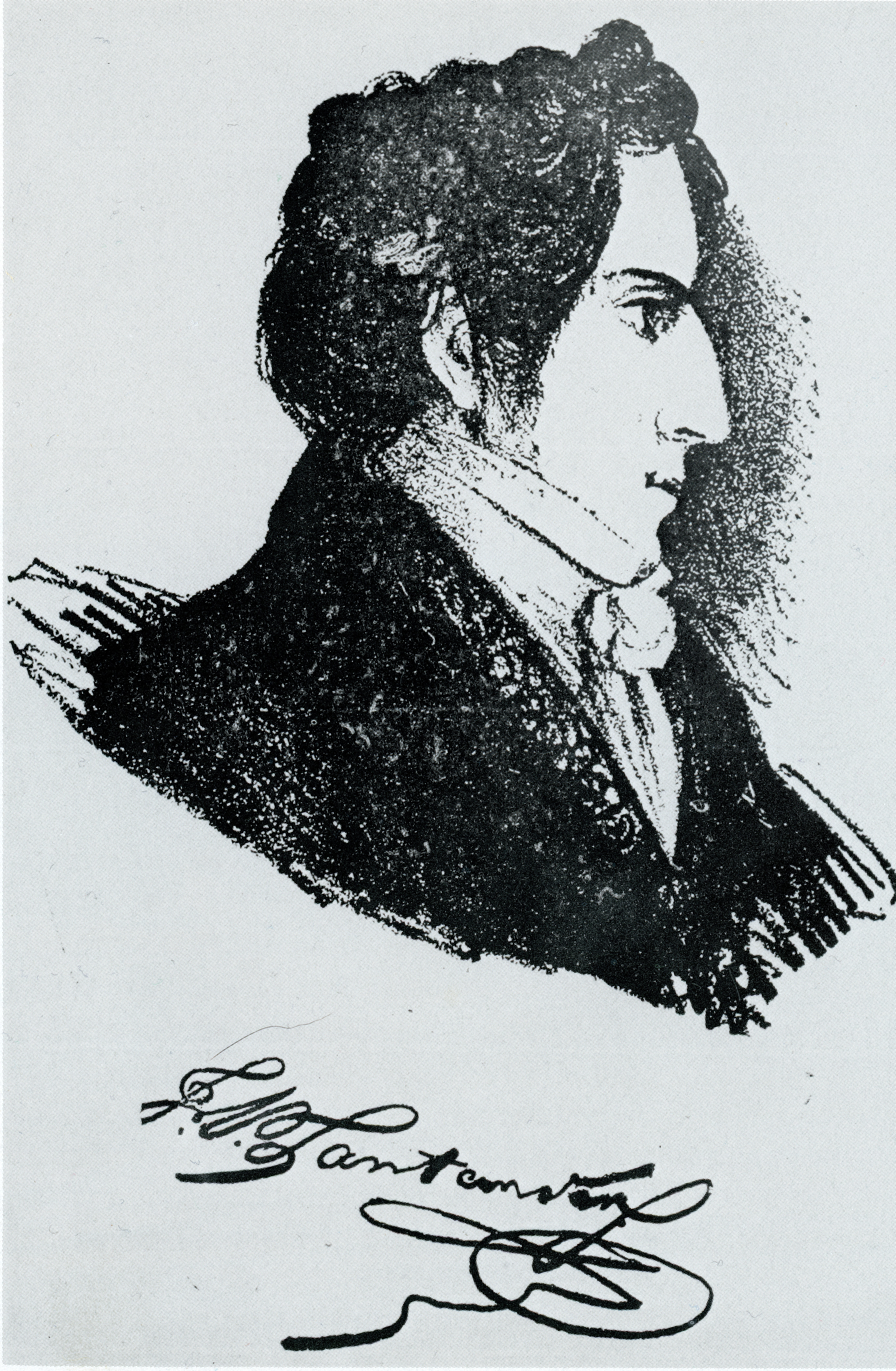
Grabado del boceto Biográfico del General Francisco de Paula Santander por Carlos Nicolás Roeding hecho en 1829 y publicado en Hamburgo en 1830.

Tras haber recibido su condena, Santander partió de Bogotá el 15 de noviembre de 1828, donde fue conducido en calidad de prisionero hasta la ciudad de Cartagena de Indias para así coger un barco y salir al exilio.Esto cambiaría al llegar a las afueras de la ciudad en diciembre de 1828 donde sus escoltas fueron instruidos por el general Mariano Montilla, jefe superior del distrito del Magdalena, que el prisionero no entrará a la ciudad sino a la fortaleza de San Fernando de Bocachica.  Aunque fue condenado al exilio por parte del Consejo de Ministros, Montilla junto con Urdaneta decidieron apresarlo ilegalmente en esa fortaleza del 4 al 19 de diciembre. Santander había salido de Bogotá enfermo, y las condiciones de la celda donde lo retuverion en el fuerte militar afectaron a su salud, mandó varias cartas quejándose al respecto a Bolívar y Montilla. 
El 19 de diciembre fue trasladado al castillo de San José de Bocachica donde su salud empeoró, su acceso al papel y tinta fueron restringidos poco a poco por orden de Montilla, además sus cartas también fueron censuradas. Sus amigos trataron de ayudarlo mandando cartas al Libertador, permaneció allí casi un año hasta que el general Antonio José de Sucre intervino en la situación y habló directamente con Bolívar sobre el asunto, el resultado de esto fue el traslado de Santander a bordo de la fragata Cundinamarca a Puerto Cabello el 16 de junio de 1829. Llegó el 19 de agosto a Puerto Cabello, ya ahí Paéz le concedió el pasaporte para salir al exilio a bordo del bergatín mercante María, el 27 de agosto llegando al puerto de Hamburgo unos 48 días después el 15 de octubre de 1829.
 

Durante su estadía en Europa, Santander viajó a varios países, visitando museos, fábricas, bibliotecas, y se entrevistó con varias personalidades del Viejo Continente. Durante su estadía en Hamburgo fue retratado por un periódico local de la ciudad. Después de un tiempo se trasladó a Bruselas donde conoció al Libertador del cono sur el general José de San Martín, los dos hablaron por varias horas sobre varias temas americanos, este no sería la única vez que los dos se vieron.Del encuentro entre los dos dijo Santander: «He tratado al General San Martín. Me parece un buen soldado, muy vivo y sagaz, pero amigo de monarquías» Desde ahí viajó a Francia, llegando a París el 17 de febrero de 1830, durante su estadía en la capital francesa fue presentado a la sociedad francesa gracias al general Joaquín Acosta quien estaba en la ciudad por una comisión del gobierno. Pudo conocer al marqués de La Fayette, los dos sostuvieron varias conversaciones y también tuvo la oportunidad de visitar su casa, de este encuentro el general comentó en una carta a Bogotá: 
«La primera vez que he visto al venerable Lafayette, quedé helado de admiración y de respeto; este señor me ha hecho una acogida tan benévola y tan distinguida, que estoy confuso»
Notablemente Lafayette hizo varios serios esfuerzos para reconciliar a Bolívar y Santander, incluso hasta mandó una larga y hermosa carta dirigida al Libertador que no llegó a tiempo, ya que cuando se recibió en Bogotá, Bolívar ya había emprendido su marcha hacia la costa para partir al exilio.
Pasado un tiempo abandonó Francia para viajar a Inglaterra; en Londres pudo conocer al filósofo y utilitarista inglés Jeremías Bentham quien lo invitó a una comida en su residencia en la capital anglosajona. El inglés le regaló algunos libros y folletos, Santander quedó encantado de conocerlo y lo visitó otra vez el siguiente año. Después visitó los Países Bajos brevemente en su camino a Alemania donde regresó a Hamburgo a visitar a algunos amigos mientras seguía su viaje a Prusia donde visitó a la capital de ese país, Berlín, el 16 de julio de 1830. Ya en Berlín conoció varios miembros de la aristocracia prusiana el más notable de ellos siendo Alejandro Von Humboldt donde los dos hablaron sobre Colombia y Bolívar durante un almuerzo ofrecido en la casa del noble prusiano. También recorrió varias ciudades alemanas como Dresde y Múnich, en septiembre de 1830 cruzó la frontera con Italia y viajó por Verona y luego llegó a Venecia el 6 de octubre de 1830. 

Cuando llegó a Florencia el 13 de octubre fue recibido por el gran duque Lepoldo II y la princesa María Ana Carolina de Sajonia en su palacio quienes tomaron un cierto interés en el general colombiano, preguntándole sobre su vida, Colombia, y si pensaba en regresar a América. También conoció a Camillo Borghese, Príncipe de Sulmona, quien lo acompañó durante su visita a los diferentes museos y academias de arte en la ciudad. Santander abandonó la ciudad el lunes 6 de diciembre en una carroza alquilada, acompañado de Francisco García natural de La Habana viajaron hacia Roma donde tuvo ocasión de visitar el Vaticano, los monumentos, y las ruinas romanas. Santander dejó Roma el 23 de febrero de 1831 donde llegó a Florencia, ya en esa ciudad se enteró de la muerte del Libertador Simón Bolívar, anotando en su diario:
«Hoy he leído en el Journal du Commerce del 21 de febrero la muerte del general Bolívar acaecida cerca de Santa Marta el 17 de diciembre de 1830. Pérdida para la Independencia» 
Cuando uno de sus criados, José Delfín Caballero, le comentó a su patrón con alegría sobre la noticia del muerte del Libertador, Santander le respondió intensamente «En América sólo los miserables pueden alegrarse de la muerte de Bolívar».
Santander regresó una vez más a París en abril de 1831, en el camino a la capital francesa viajó por Suiza. En junio volvió a Inglaterra donde comió con Bentham una vez más antes de partir hacia Escocia donde llegó a Edimburgo, luego fue a Irlanda antes regresar por tercera vez a París. En París se vio con Tomás Cipriano de Mosquera quien presentó al general Santander ante la corte del Rey Luis Felipe I de Francia el 16 de septiembre de 1831 donde sostuvo una plácida conversación con el rey y la reina.
Más tarde, en un intento por estar más cerca a la Nueva Granada, Santander viajó a los Estados Unidos donde llegó a Nueva York el 10 de noviembre, luego se desplazó a Filadeflia. Durante su estadía en tierras norteamericanas mantuvo una amistad con José Bonaparte, hermano mayor de Napoleón. También tuvo la oportunidad de visitar a la capital de Washington D. C., visitando la casa blanca donde lo recibió el presidente Andrew Jackson.

### Presidencia (1832-1837)

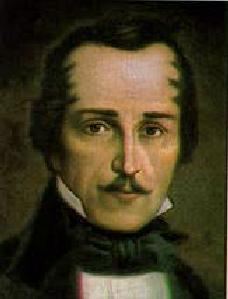
Fragmento del retrato de Santander en el despacho presidencial de la Casa de Nariño, Bogotá.

Tras la disolución de la Gran Colombia, y  establecerse a partir de 1831 la República de la Nueva Granada, con poder del sector civilista, se decidió llamar a Santander para que regresase de su exilio que lo había llevado a un itinerario por Europa y los Estados Unidos.Entonces, tras la firma de la constitución de 1832, le fue ofrecida a Santander la presidencia de la república de forma interina. Así mismo, el general fue restituido en sus honores y rangos militares, de los cuales había sido despojado cuando fue condenado al destierro por traición, tras el intento de asesinato fallido a Simón Bolívar. 
La noticia de su elección presidencial la recibió Santander estando en Estados Unidos, y por esto, pese a ser elegido el 9 de marzo, solo se posesionó al llegar a Bogotá meses después, el 7 de octubre de 1832. En ese período la presidencia la ejerció su vicepresidente José Ignacio de Márquez, que se encontraba en la ciudad.
Su mandato interino finalizó el 1 de abril de 1833, pero fue elegido presidente de Nueva Granada en propiedad para el período siguiente. El congreso dictaminó que el período presidencial de Santander iría desde esa fecha hasta el 1 de abril de 1837, dando lugar a un período de cuatro años. Así, hasta 1886, la fecha de posesión presidencial se fijó el 1 de abril, cuando se cambió al 7 de agosto, actual fecha de la toma de posesión presidencial en Colombia.
Durante su administración, Santander fue apoyado por dirigentes de la talla de Vicente Azuero, su principal colaborador, ejerciendo una política de carácter liberal, como la que había ejercido siendo vicepresidente de la Gran Colombia. Su gobierno tuvo la responsabilidad de darle la estabilidad necesaria al nuevo Estado y para ello intervino fuertemente en las reformas a la hacienda y la educación, y desarrolló y fortaleció las relaciones diplomáticas del nuevo país.

### Gabinete ministerial
Por medio del artículo 112 de la Constitución de 1832 dividió el único despacho existente en 3ː Así quedaron las secretarías de Interior y Relaciones Exteriores, Hacienda, y Guerra y Marina. Los secretarios del despacho de Santander fueron los siguientes personajesː

### Educación

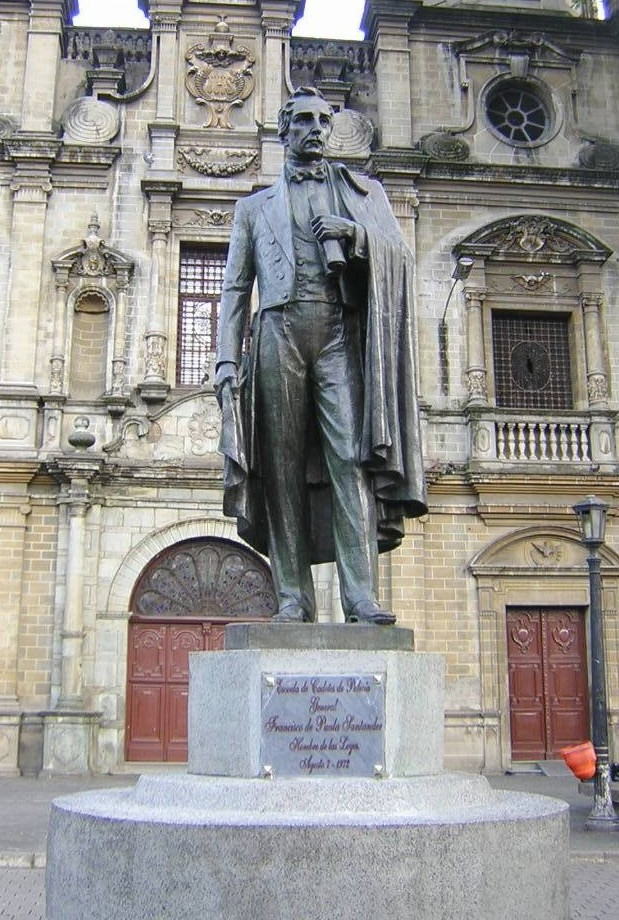
Estatua de Santander en Medellín.

La principal preocupación de su trabajo, la familia y obsesión de Santander fue la educación pública, pues consideraba que había sido la razón de ser de la revolución y que una nación en formación necesitaba primordialmente hombres capaces de sacarla adelante, y para fortalecerla creó los llamados colegios santanderinos, dedicados no solo a la educación media (la básica se ofrecía en las escuelas) sino a la universitaria con cátedras de teología, filosofía, medicina o derecho. 
Muchos de los colegios creados en ese tiempo existen todavía, algunos como colegios de educación secundaria y otros como universidades. En total, creó 20 "grandes colegios" en las capitales de la mayoría de las provincias. 
Los colegios fueron creados con un espíritu liberal y laicista, incluyendo un fuerte corte utilitarista, con base en la lectura de Bentham aunque con perspectiva crítica. Decretó universidades, colegios y centros culturales en Venezuela, Cundinamarca, Cali (Santa Librada) y Quito, la Universidad del Cauca y la Universidad Central (actual Universidad Nacional).

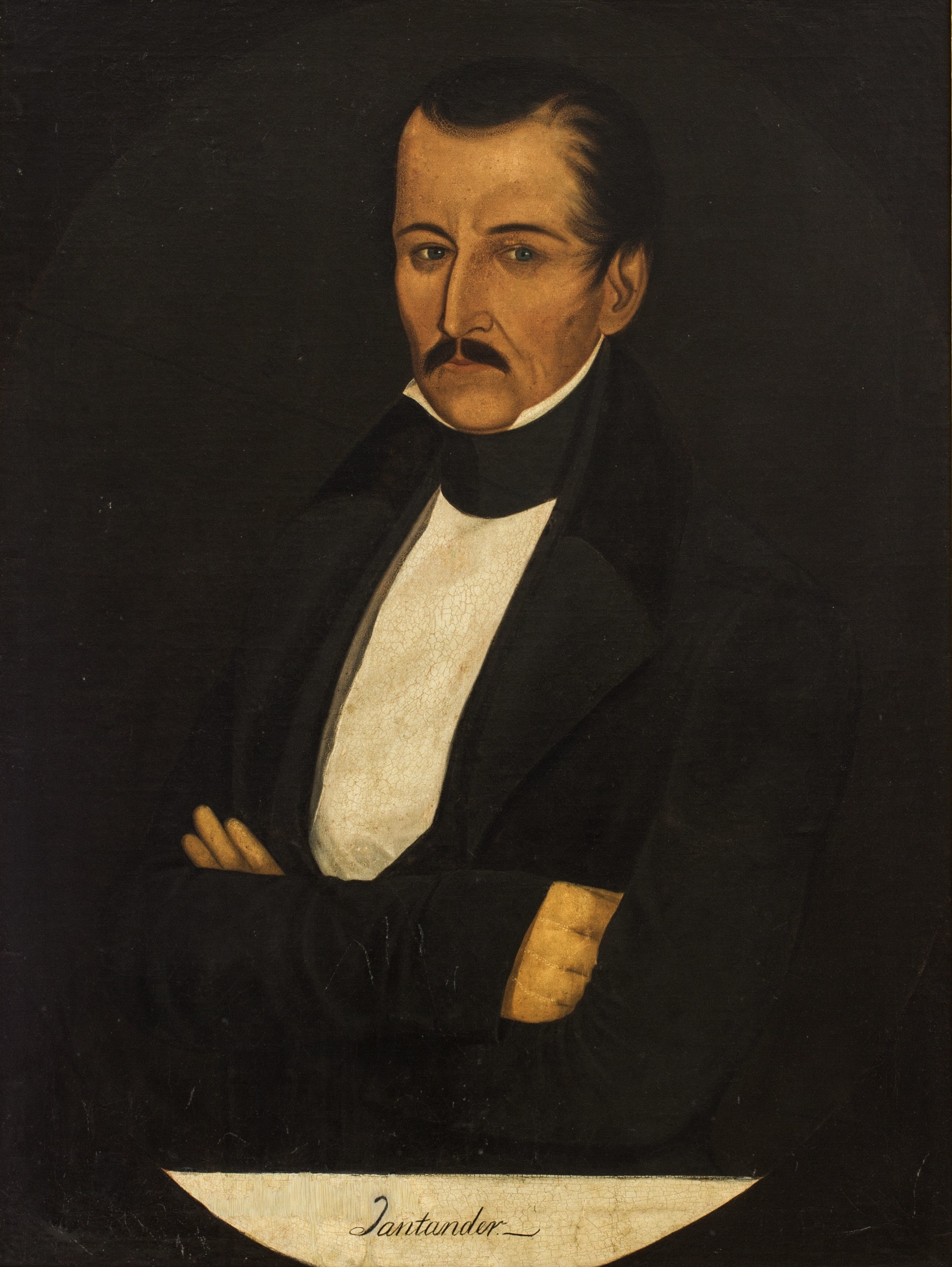
Santander vestido de civil

### Economía
En cuanto a la hacienda y la economía nacional, el gobierno de Santander fue el primero en empezar a desmontar la estructura fiscal de la Colonia, al eliminar los impuestos de alcabala y los derechos de explotación; si bien se mantuvo el monopolio existente sobre el cultivo del tabaco, se promovió su exportación, así como la de café y algodón, y en menor medida la del resto de productos agrícolas del país.
La uniformidad de la moneda y la primera ley que reglamentó la jubilación de los empleados públicos se lograron en 1835. Al terminar su mandato el presidente Santander tenía su casa en orden, hasta el punto que no había déficit, pero parte del cuerpo diplomático nunca le perdonó que redujera los gastos en representación republicana y simple aunque ciertamente majestuosa y elegante.

### Relaciones exteriores
La principal preocupación de la diplomacia granadina fue la de lograr el reconocimiento de la nación en el exterior. Durante el mandato de Santander se continuó estimulando la marina mercante, se firmó el primer tratado de amistad con el también naciente gobierno de Venezuela (1833) y se logró el reconocimiento de la Santa Sede, convirtiéndose la Nueva Granada en la primera nación de Hispanoamérica en lograr tal reconocimiento (1835). 
Previamente ya había obtenido el reconocimiento de la Gran Colombia por la Gran Bretaña, los Estados Unidos y la Santa Sede, lo cual obtuvo con firmeza, y también, además de conseguir el patronato en 1826 amenazó al Papa "con una organización de la Iglesia en forma absolutamente independiente de Roma".

### Controversias
El dotar a los colegios de textos del utilitarista inglés Jeremías Bentham y las medidas abiertamente liberales y progresistas que empezó a adoptar el gobierno, provocó la reacción de los sectores más moderados de los civilistas, encabezados por el exvicepresidente José Ignacio de Márquez, los cuales se convirtieron, junto a los reductos bolivarianos, en la oposición al gobierno. Estos últimos fueron interceptados con el descubrimiento de una conspiración liderada por el general José Sardá. Este conjunto político fue posteriormente llamado el grupo de los ministeriales, el cual finalmente daría origen al Partido Conservador Colombiano. 
Los sectores más progresistas, encabezados por Vicente Azuero y José María Obando, entre otros, que se habían quedado respaldando la gestión de Santander, se convertirían en el Partido Liberal Colombiano. Al mismo tiempo, Santander también ha sido considerado fundador del partido "liberal" y Bolívar fundador del partido "conservador".

### Postgobierno
Rechazando la reelección en la presidencia cuando terminaba su mandato, logró unir a sus seguidores en torno de un solo candidato, José María Obando, luego de la división de su partido por problemas personales con su exvicepresidente José Ignacio de Márquez, quien terminó siendo elegido presidente en 1837. En este período Santander se quejaba de fuertes cólicos y los doctores no encontraban razón de sus dolores. 

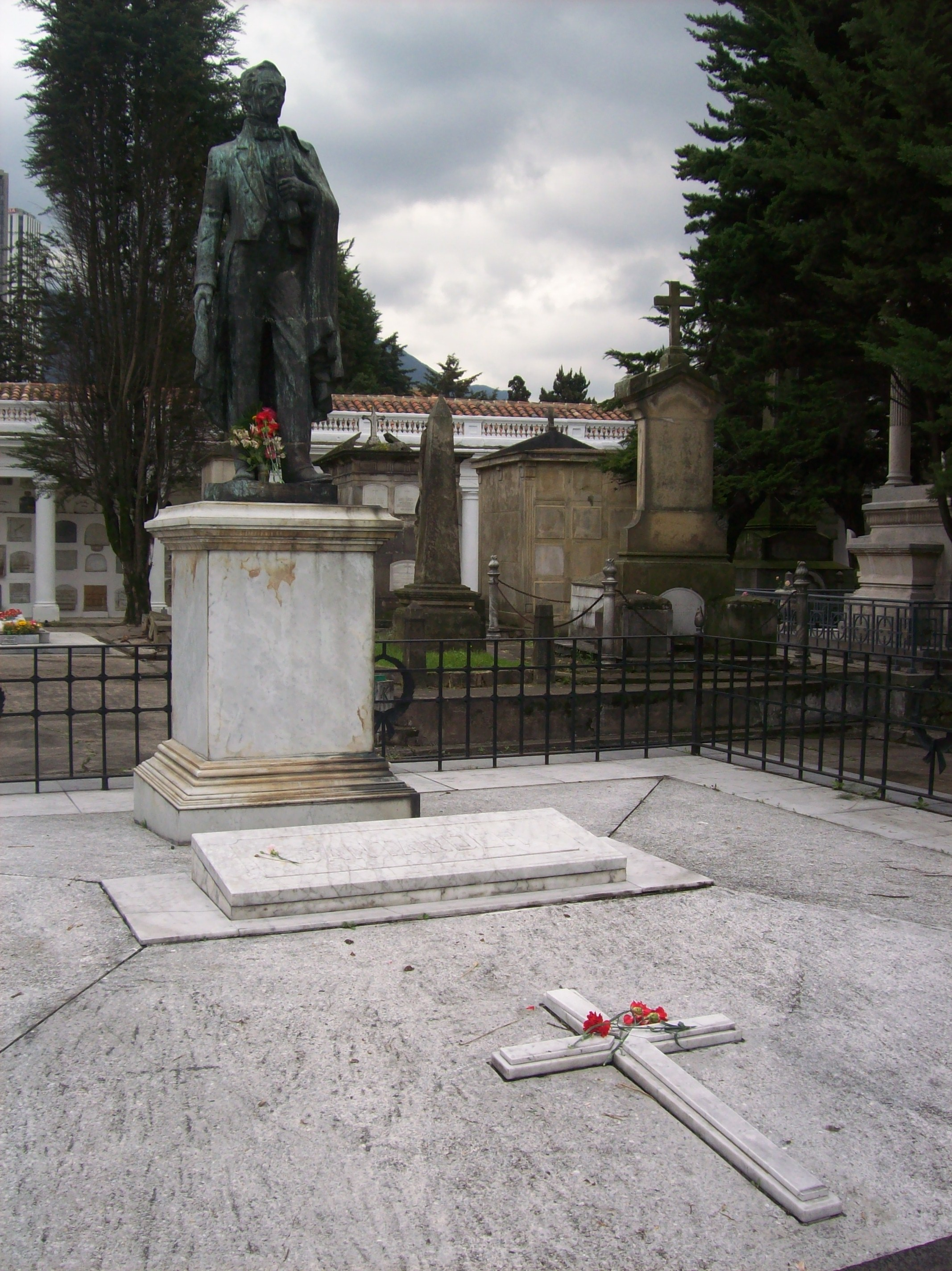
Tumba de Francisco de Paula Santander en Bogotá.

Fuera del gobierno, Santander se convirtió en senador de la república y fue elegido como presidente del Congreso de Nueva Granada, permaneciendo el cargo hasta 1840 cuando falleció.

### Muerte

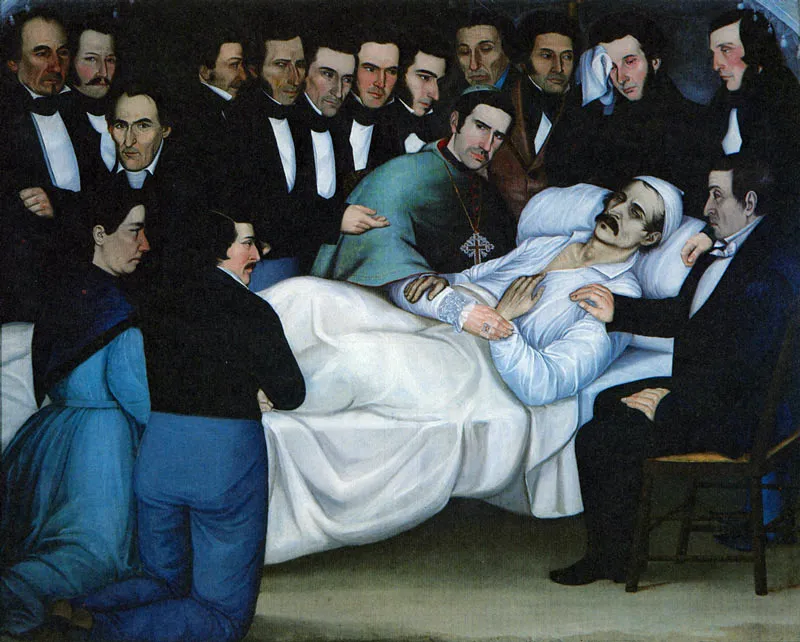
La muerte de Santander en Bogotá, tras una larga agonía, óleo de Luis García Hevia.

Así mismo lideró la oposición a Márquez y cuando se preparaba para iniciar su campaña por la reelección, el mismo día de pronunciar un discurso, cayó gravemente enfermo. Haciendo su testamento, expresó: "Ojalá hubiera querido a Dios tanto como quise a mi patria".
Francisco de Paula Santander falleció en Bogotá el 6 de mayo de 1840, a los 48 años. Su autopsia reveló, además de dos heridas de bala y una de lanza, que murió a causa de cálculos biliares, razón por la cual sentía los fuertes cólicos que terminaron matándolo. 
Sus restos reposan en la actualidad en el Cementerio Central de Bogotá, tumba que fue declarada como Bien de Interés Cultural de la Nación.

## Vida privada

### Templanza y aspecto
Según uno de sus biógrafos y amigos cercanos, el historiador José Manuel Restrepo Vélez, Santander era un hombre alto, grueso (tal vez con tendencia a la gordura), de piel blanca y aspecto varonil.  Era una persona entregada a sus quehaceres, apasionado por su trabajo y aficionado al dinero, por lo que tendía a ser obsesivo con cada cosa que hacía; además, era en extremo culto, pese a que no culminó sus estudios universitarios.
 

Respecto de su carácter, Restrepo afirmaba que era una persona de carácter rudo, similar a los comandantes militares en su edad madura, pero que fue cambiando con el tiempo hasta convertirse en sus últimos años en una persona más amable y abierta.

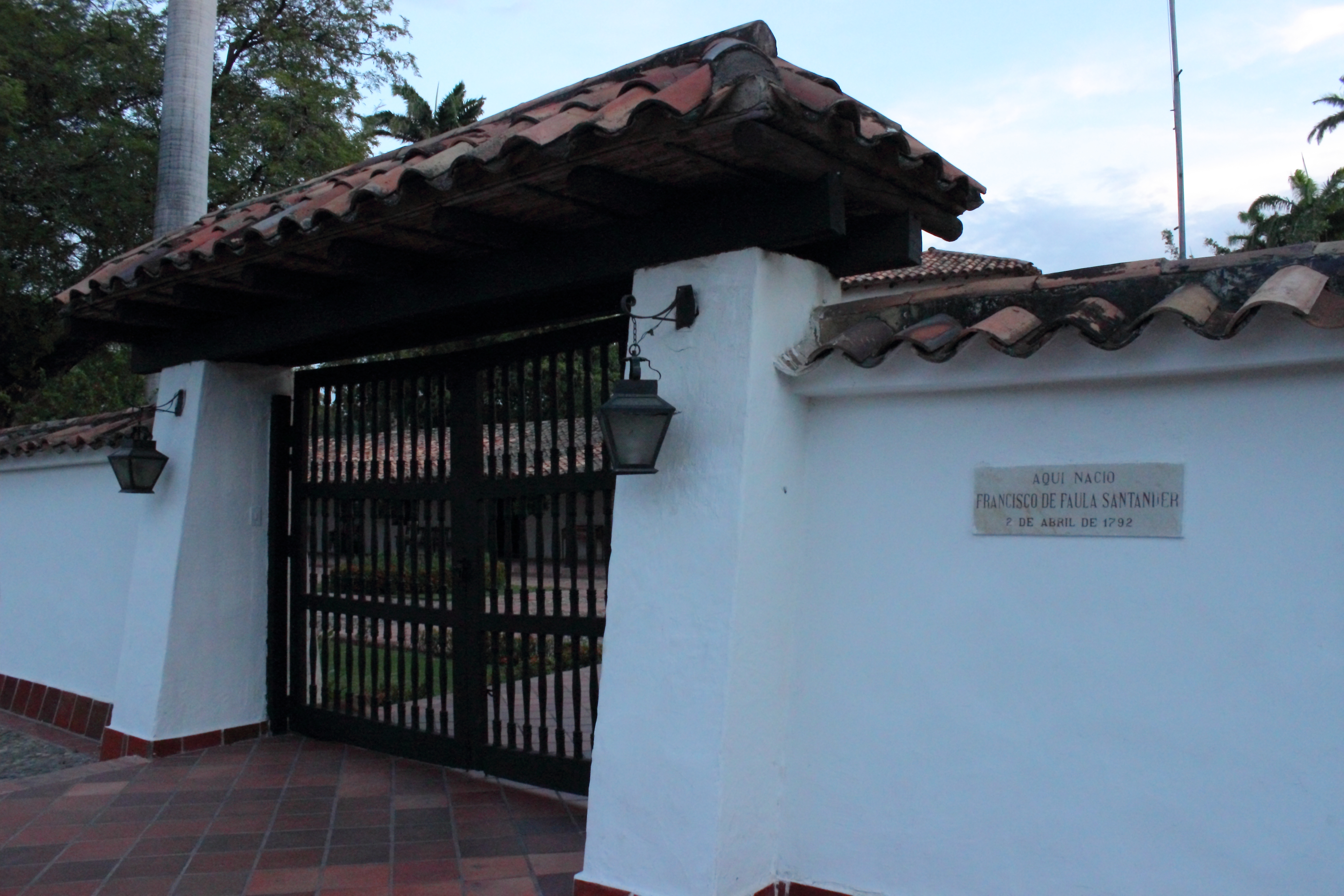
Casa de Santander en Cúcuta.

### Familia
Francisco de Paula Santander, al igual que su compañero y rival, Simón Bolívar, era hijo de ricos hacendados criollos, pero quedó huérfano en su niñez. 
Sus padres eran Juan Agustín Santander y Colmenares y su tercera esposa, Manuela Antonia de Omaña y Rodríguez, siendo sus hermanos María Teresa, Pedro José y María Josefa Santander y Omaña. Sólo María Josefa, su hermana menor, llegó a la adultez y tuvo descendencia.  
Su padre era militar y hacendado, y fue capitán de los Comuneros en Cúcuta, murió en 1808 a los 63 años, y su tío paterno, José Salvador Santander, fue nombrado líder de la insurrección en Táchira. Su madre murió en 1819, durante la campaña libertadora de su hijo. Su tío materno, el sacerdote Nicolás Mauricio de Omaña y Rodríguez, quien tuvo un papel importante en el comienzo de la revolución, apadrinó a Francisco de Paula en el ingreso al semiespartano Colegio de San Bartolomé, del que Omaña era vicerrector, por encargo de su cuñado Juan Agustín.  

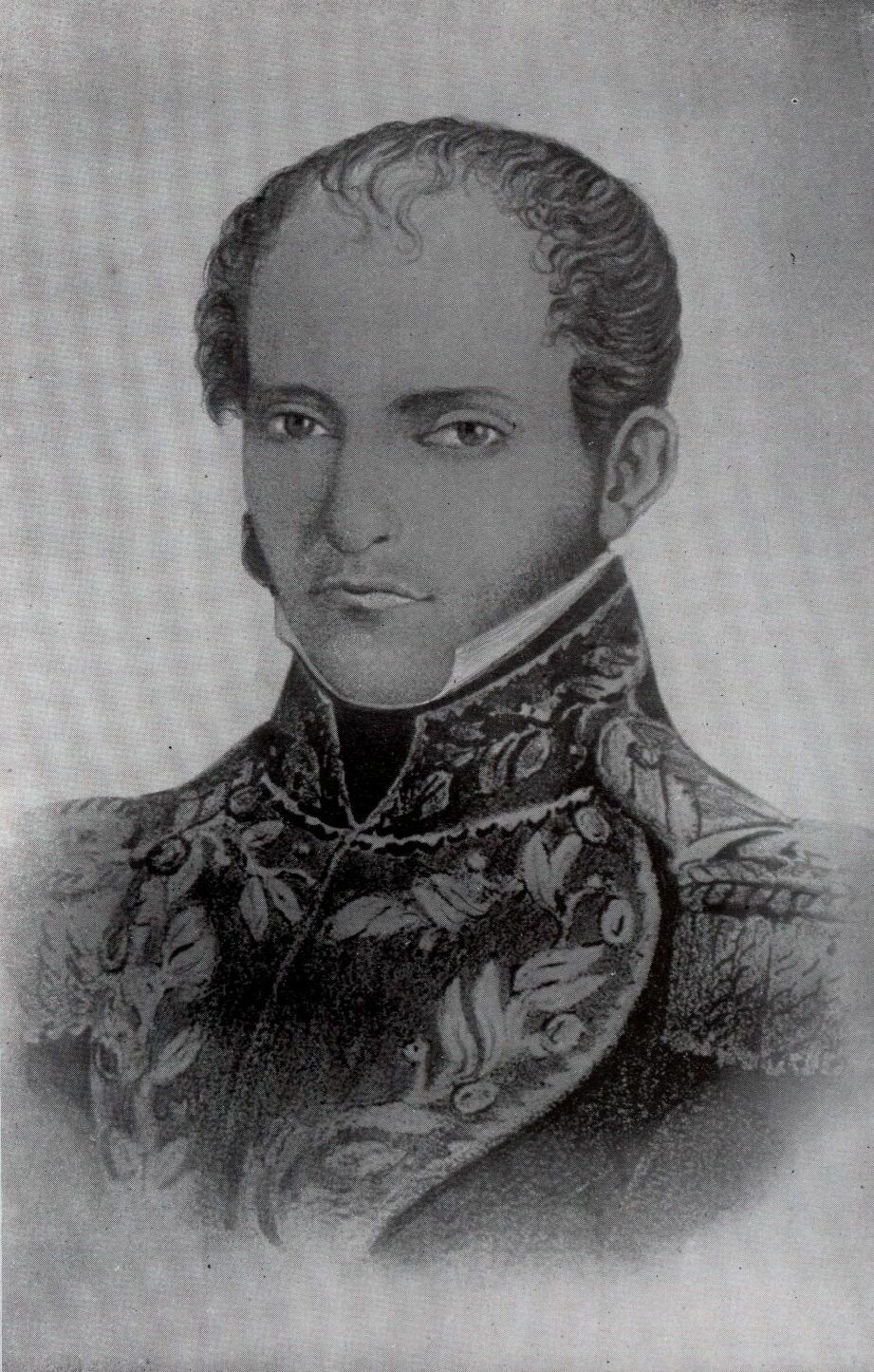
Uno de los cuñados de su hermana, Pedro Briceño.

Su única hermana viva, contrajo nupcias con el coronel venezolano José María Briceño Méndez, un veterano oficial herido en combate quien era hijo del coronel Pedro Briceño del Pumar y hermano del también venezolano Pedro Briceño Méndez. Del matrimonio Briceño Santander hubo 7 hijos, siendo los padrinos del compromiso el propio Santander y su entonces pareja, Nicolasa Ibáñez.

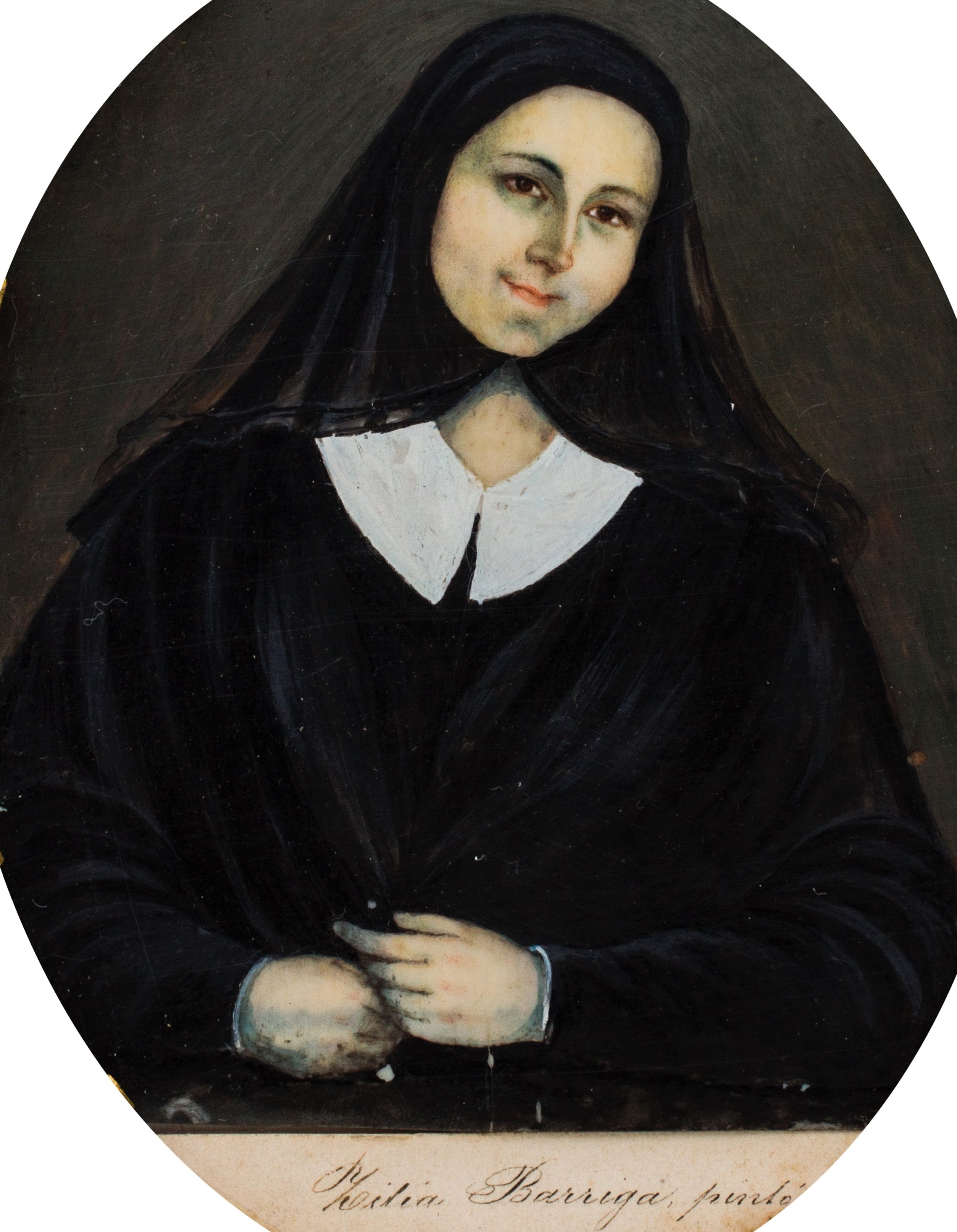
Su esposa Sixta Pontón Piedrahíta Vargas y Mariaca

Su padre estuvo casado en dos ocasiones previasː Con Justa Rufina Ferreira García, Juan tuvo a Bárbara y Cecilia Santander Ferreira, quienes murieron como niñas. Viudo, en su segundo matrimonio con Paula Petronila de Vargas Machuca y Arellano, hija del exalcalde de San Cristóbal (Venezuela), Francisco de Vargas Machuca; le dio a sus hijos Juan Nepomuceno, Antonio Ignacio, Antonio María y José Eugenio Santander y Vargas, alcalde de Cúcuta en 1821. Sólo Juan y José llegaron a tener descendencia.

### Matrimonio y descendencia
Durante la mayoría de su juventud, Santander se encontraba en diversas campañas militares en diferentes zonas de Nueva Granada y Venezuela por lo cual se mantuvo soltero durante buena parte de su vida. 
Sin embargo Santander logró tener 5 hijos durante su vida, los cuales reconoció a 4 como legítimos. Su primer hijo fue Manuel Santander, quien nació en 1811 cuando Santander apenas tenía 19 años, su madre fue un a mujer de Honda con quien Santander sostuvo relaciones durante su tiempo en la población cuando aún era subteniente en el Batallón de Voluntarios Guardias Nacionales. 
Su segundo hijo, nacido en 23 de agosto de 1833, también fue concebido fuera del matrimonio, más exactamente con María de la Paz Piedrahíta Murgeitio y Sáenz de San Pelayo; se llamaba Francisco de Paula Jesús Bartolomé Santander Piehdrahita, como su padre, y Santander le llamaba cariñosamente "Pachito".
Santander se casó el 15 de febrero de 1836 en Soacha, con la dama Sixta Pontón Piedrahíta, natal de Soacha. Su boda se celebró con gran pompa en la parroquia San Bernardino, la primera edificación religiosa católica erigida en el actual municipio, vecino de Bogotá, que sigue en pie hasta el día de hoy. Con Sixta, Santander tuvo a sus hijos Juan, Clementina y Sixta Tulia Santander y Pontón.

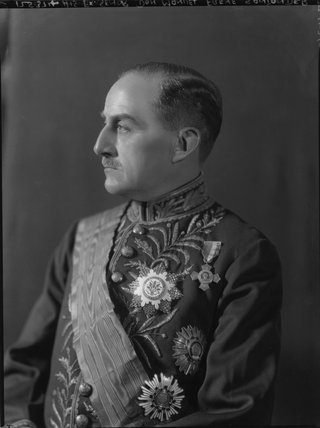
Uno de sus nietos, Manuel de Freyre y Santander.

Su hijo mayor, Pacho Santander contrajo nupcias con María Jesús Gaona. Juan, su segundo hijo, murió párvulo; Clementina se unió al diplomático peruano Manuel Freyre Santa Cruz, con quien tuvo al diplomático peruano-estadounidense Manuel de Freyre y Santander. Freyre era primo a su vez del militar Manuel Villavicencio Freyre.
Su hija menor, Sixta Tulia, contrajo matrimonio Manuel Suárez Fortoul, exalcalde de Bogotá, quien era sobrino del militar Pedro Fortoul Sánchez. Fortoul era primo de Santander por medio de la madre del expresidente.

### Relaciones amorosas
Pese a que era un hombre de letras y dejó amplia variedad de escritos entre cartas y otros documentos, es poco lo que se sabe sobre sus amoríos, que en efecto fueron pocos pero "intensos", si se comparan con los de Simón Bolívar. De hecho existía un dicho popular de la época, el cual evidencia la creencia de que Santander se veía influenciado por sus amantes para tomar decisiones importantes; la frase rezaː "La patria nació en los lechos de las Ibáñez con Bolívar y Santander como protagonistas, en la embrujadora Ocaña."  En el mismo sentido, Bolívar llegó a afirmarː "Habrá paz en Colombia el día que mueran Nicolasa y Bernardina Ibáñez, Bárbara Leiva y Mariquita Roche".
Los rumores apuntaban a que hubo una rivalidad de Santander con José Ignacio de Márquez, su vicepresidente, quien frecuentaba a Nicolasa Ibáñez de Caro, su amante favorita. Se sabe que Santander, el día del cumpleaños de Nicolasa, llegó a la casa de la dama y encontró a Márquez, y sabiendo que era de sus afectos pese a su amistad, Santander sintió celos y manifestó su incomodidad con la presencia del político. Su ira llegó al punto en que tomó a Márquez e intentó arrojarlo por la ventana de la casa de Ibáñez, pero ella intervino y evitó la tragedia. Sin embargo, desde ese día Santander y Márquez se distanciaron para siempre.
La correspondencia relacionada con sus amoríos que aún se conserva se dio entre él y su hermana Josefa Santander, además de fragmentos de escritos hechos por su amada "Nicolasita" o "Nica". Uno de los testimonios epistolares de Santander relacionado con el tema, datado de 1838, da cuenta de todos los amores que tuvo. Respecto de "la piconcita", como llamaban cariñosamente a Nicolasa Ibáñez, se sabe que Santander le perdonó una deuda que su difunto esposo había contraído con él, sólo por el amor que sentía por ella.

## Homenajes

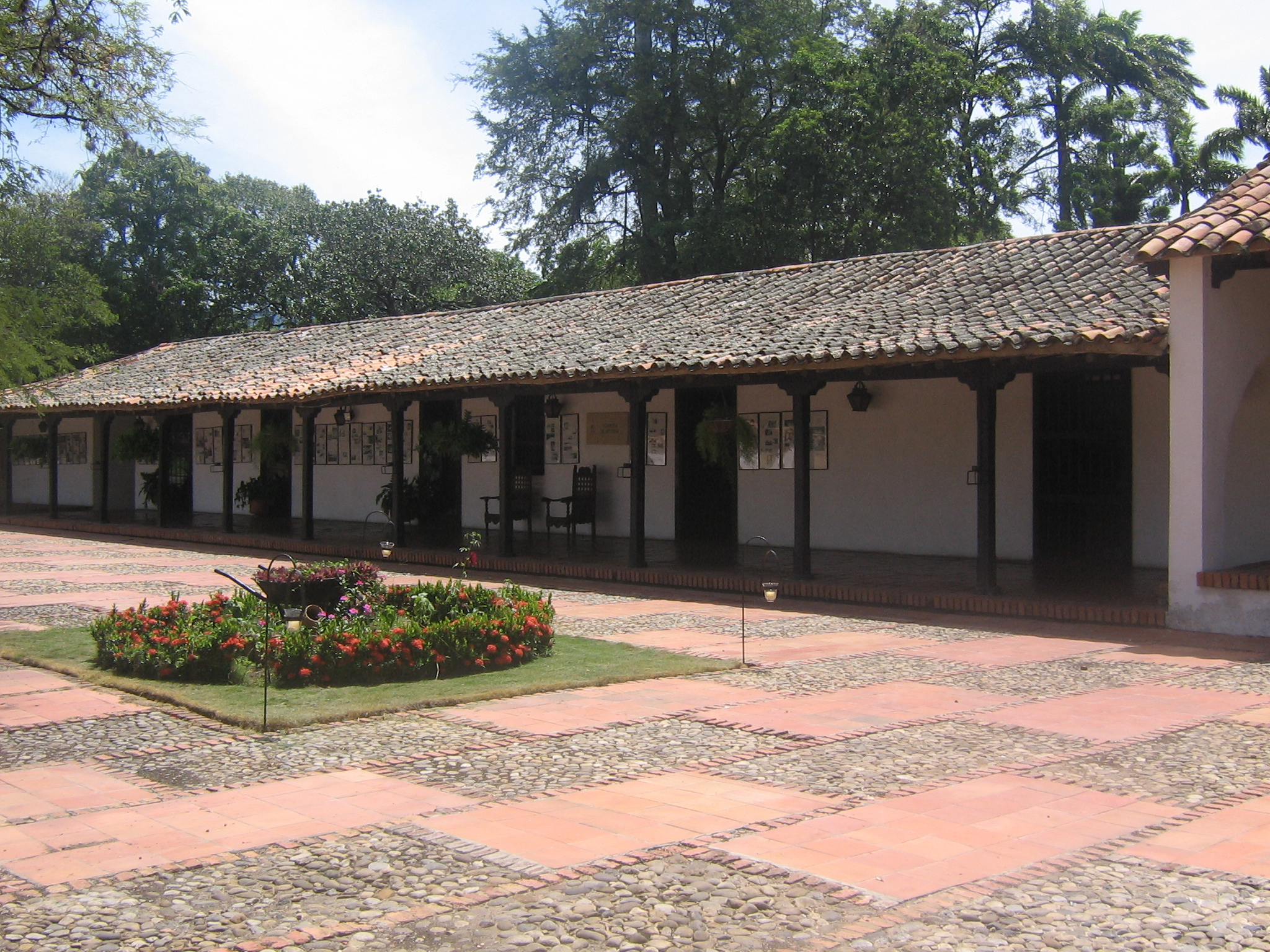
Museo Casa Natal del General Santander. En este lugar habitó Santander hasta 1805.

- La escuela más importante de la Policía Nacional de Colombia se llama Escuela de Cadetes de Policía General Santander.
- El departamento en el que nació se llama Norte de Santander, y al sur de este está el departamento de Santander.
- En 1827 el municipio de Santander de Quilichao  al norte del departamento del Cauca cambió su nombre de Quilichao por el título de Santander en agradecimiento a su administración.
- El rostro de Santander ha aparecido en los billetes de 1 peso (junto a Bolívar), 100 pesos, 500 pesos y 2000 pesos.

- En su municipio natal, (que es frontera con Venezuela) se encuentra una estatua hecha en bronce de 9 metros de altura en el parque la Gran Colombia.
- En el puente de Boyacá, (lugar de la batalla de independencia de Colombia) se encuentra una estatua suya entre otras que se encuentran en el lugar.
- En el lugar de nacimiento se encuentra Casa Museo Santander y la Academia de Historia.
- En el centro de Bogotá, (Carrera 7 con calle 16) se encuentra el parque Santander. De igual manera hay muchos parques con su nombre en muchas ciudades del país.
- En el Palacio de Justicia de Colombia en Bogotá, se encuentra una de las frases más famosas de Santander: "Colombianos, las armas os han dado la independencia, las leyes os darán la libertad".[82]
- La plaza principal de la Universidad Nacional de Colombia en Bogotá oficialmente se denomina Plaza Santander. Dicho lugar tuvo hasta 1976 una escultura del prócer elaborada por Luis Pinto Maldonado.[83]
- El gobierno nacional homenajea a diferentes entidades del país, concediendo la condecoración Francisco de Paula Santander.
- Colombia se une al estado de Táchira, Venezuela, mediante el puente Internacional Francisco de Paula Santander, y mediante el puente Internacional Simón Bolívar.
- En el municipio de Ocaña, (lugar de la convención ocurrida en 1828) se encuentra un busto en un pedestal del general Santander y se encuentra en el parque 29 de mayo, parque Santander o parque principal de Ocaña.
- El Colegio General Santander de Sevilla, Valle del Cauca, fundado el 6 de mayo de 1940 en conmemoración del primer centenario de su muerte.
- En el sur de Bogotá se encuentra ubicado uno de los dos INEM que se encuentran en la ciudad, llamado INEM Francisco de Paula Santander, fundado el 20 de noviembre de 1969 mediante un decreto expedido por el entonces presidente Carlos Lleras Restrepo.
- Colegio San Simón, institución educativa de Ibagué fundada por Francisco de Paula Santander.
- Universidad Francisco de Paula Santander, institución de educación superior ubicada en Cúcuta.
- El Parque Santander o de Los Novios de Santa Marta lleva su nombre desde los años 1930.[84]
- Parque Santander, en el barrio El Prado de Barranquilla; posee una estatua de Santander datada en 1922.
- En el centro histórico de la ciudad de Sincelejo, frente al templo de la Catedral San Francisco de Asís, se encuentra el Parque Santander, cuya construcción se realizó en 1944 bajo la dirección del arquitecto español Leonardo Beltrán de Guevara sobre lo que era la antigua plaza central de la capital y en la cual igualmente se erige una estatua como ilustre homenaje al gran prócer neogranadino.
- En la ciudad de París en Francia, se instaló una estatua del general Santander en la actual Place de Colombie, localizada en el barrio XVI de la capital Francesa, la cual se inauguró en 1990 con la destacada presencia del entonces alcalde de París Jacques Chirac y del expresidente de Colombia Virgilio Barco honrando así en Europa a Francisco de Paula Santander como uno de los próceres de real tradición civilista y jurídica en Latinoamérica así como también reconociendo su directa y heroica labor en el proceso de Independencia que tuvieron las Naciones Suramericanas y de constituirse en el segundo presidente de República de la Nueva Granada.[85]
- En el despacho presidencial de la Casa de Nariño -sede del ejecutivo de Colombia- hay un cuadro de Santander con su ropa civilista. Junto a él están también los retratos de Antonio Nariño y Simón Bolívar.

## En la cultura popular
- En los capítulos de la Campaña Libertadora de la serie de televisión Revivamos Nuestra Historia, el general Santander es interpretado por Víctor Hugo Morant.
- En la miniserie Las Ibáñez, producida por Caracol Televisión, Santander es interpretado por el actor y director de cine y televisión Víctor Mallarino
- En la serie Bolívar, Santander es interpretado por Hans Martínez.
- En la telenovela La Pola, Santander es interpretado por Juan Carlos Vargas